# عصبة الأمم
عصبة الأمم (بالإنجليزية: League of Nations؛ بالفرنسية: Société des Nations؛ بالإسبانية: Sociedad de Naciones) هي إحدى المنظمات الدولية السابقة التي تأسست عقب مؤتمر باريس للسلام عام 1919، الذي أنهى الحرب العالمية الأولى التي دمّرت أنحاء كثيرة من العالم وأوروبا خصوصًا. كانت هذه المنظمة سلفًا للأمم المتحدة، وهي أوّل منظمة أمن دولية هدفت إلى الحفاظ على السلام العالمي. وصل عدد الدول المنتمية لهذه المنظمة إلى 58 دولة في أقصاه، وذلك خلال الفترة الممتدة من 28 سبتمبر سنة 1934 إلى 23 فبراير سنة 1935. كانت أهداف العصبة الرئيسية تتمثل في منع قيام الحرب عبر ضمان الأمن المشترك بين الدول، والحد من انتشار الأسلحة، وتسوية المنازعات الدولية عبر إجراء المفاوضات والتحكيم الدولي، كما ورد في ميثاقها. من الأهداف الأخرى التي كانت عصبة الأمم قد وضعتها نصب أعينها: تحسين أوضاع العمل بالنسبة للعمّال، معاملة سكّان الدول المنتدبة والمستعمرة بالمساواة مع السكّان والموظفين الحكوميين التابعين للدول المنتدبة، مقاومة الاتجار بالبشر والمخدرات والأسلحة، والعناية بالصحة العالمية وأسرى الحرب، وحماية الأقليّات العرقية في أوروبا.
مثّلت فلسفة الدبلوماسية التي أتت بها عصبة الأمم نقلة نوعيّة في الفكر السياسي الذي كان سائدًا في أوروبا والعالم طيلة السنوات المائة السابقة على إنشائها، وكانت العصبة تفتقد لقوة مسلحة خاصة بها قادرة على إحلال السلام العالمي الذي تدعو إليه، لذا كانت تعتمد على القوة العسكرية للدول العظمى لفرض قراراتها والعقوبات الاقتصادية على الدول المخالفة لقرار ما، أو لتكوين جيش تستخدمه عند الحاجة، غير أنها لم تلجأ لهذا أغلب الأحيان لأسباب مختلفة، منها أن أعضاء العصبة كان أغلبهم من الدول العظمى التي تتعارض مصالحها مع ما تقرّه الأخيرة من قرارات، فكانوا يرفضون التصديق عليها أو الخضوع لها والتجاوب معها، وغالبًا ما قام بعضهم بتحدي قراراتها عنوة وأظهر احتقارًا لها ولمن أصدرها، فعلى سبيل المثال، اتهمت العصبة جنودًا إيطاليين باستهداف وحدات من الصليب الأحمر أثناء الحرب الإيطالية الحبشية الثانية، فجاء رد رئيس الحكومة الإيطالية بينيتو موسوليني يقول: «إن العصبة لا تتصرف إلا عندما تسمع العصافير تصرخ من الألم، أما عندما ترى العقبان تسقط صريعةً، فلا تحرّك ساكنًا».
أثبتت العصبة عجزها عن حل المشكلات الدولية وفرض هيبتها على جميع الدول دون استثناء، عندما أخذت دول معسكر المحور تستهزئ بقراراتها ولا تأخذها بعين الاعتبار، وتستخدم العنف تجاه جيرانها من الدول والأقليات العرقية قاطنة أراضيها، خلال عقد الثلاثينيات من القرن العشرين. فعلى سبيل المثال، رفع أحد اليهود، واسمه فرانز برينهايم، شكوى إلى العصبة يتحدث فيها عن معاملة الإدارة الألمانية العنصرية له ولأبناء دينه وشعبه في سيليزيا العليا، فما كان من الألمان إلا أن أرجأوا تنفيذ القرارات المعادية لليهود وغير الآريين حتى سنة 1937، عندما انتهت المدة التي تسمح بإشراف خبراء العصبة على وضع الأقليات في ألمانيا، فجددوا القوانين التي تنص على ملاحقة غير الآريين، ورفضوا تجديد إقامة الخبراء في البلاد. كانت حجة ألمانيا وغيرها من دول المحور للانسحاب من العصبة، أن بعض البنود الواردة في ميثاق الأخيرة تنتهك سيادتها، وكان نشوب الحرب العالمية الثانية بمثابة الدليل القاطع على فشل العصبة في مهمتها الرئيسية، ألا وهي منع قيام الحروب المدمّرة، وما أن وضعت الحرب أوزارها حتى حُلَّت العصبة، وخلفتها هيئة جديدة هي هيئة الأمم المتحدة، التي ورثت عددًا من منظمات ووكالات العصبة.

## نشأة العصبة

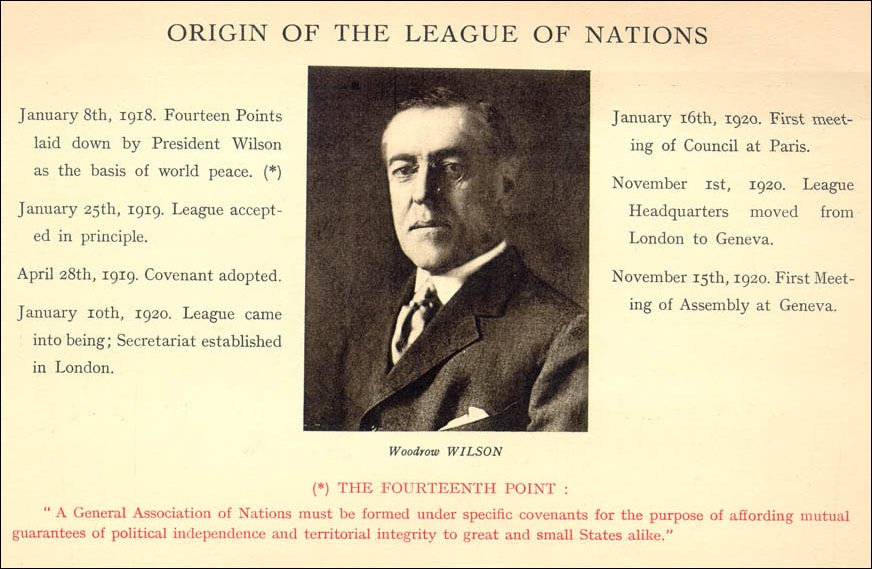
بطاقة تذكارية تظهر عليها صورة للرئيس الأمريكي وودرو ويلسون، وتتحدث عن نشأة عصبة الأمم في نقاط.

يرجع أول طرح لمفهوم مجتمع سلمي للأمم إلى عام 1795، عندما طرح إيمانويل كانط كتابه السلام الدائم: صورة فلسفية . ولخص الفكرة في تكوين عصبة للأمم للحكم في النزاعات وتعزيز السلام بين الدول، حيث كانت فكرة كانط تتلخص بإقامة عالم يسوده السلام، ليس بمعنى أن يكون هناك حكومة عالمية، ولكن كان يأمل في أن تتعامل كل دولة بوصفها دولة حرة تحترم مواطنيها، وترحب بالزوار الأجانب. لذا فإن اتحاد الدول الحرة من شأنه أن يعزز المجتمع السلمي في جميع أنحاء العالم، وبالتالي يمكن أن يكون هناك التزام بسلام دائم في المجتمع الدولي.
ظهر التعاون الدولي الهادف إلى تحقيق الأمن المشترك لأول مرّة خلال القرن التاسع عشر عقب نهاية الحروب النابليونية، حيث حاولت القوى الأوروبية العظمى إقامة نوع من التوازن فيما بينها في محاولة لتجنب الحرب وما ينجم عنها من أضرار. كذلك شهدت هذه الفترة ولادة القانون الدولي مع توقيع اتفاقية جنيف التي نصّت على بضعة قواعد تتعلق بالإغاثة الإنسانية أثناء الحروب، واتفاقيات لاهاي من عاميّ 1899 و1907 التي وضعت بضعة قواعد وقوانين تحكم سير الحروب، وتحدثت عن التسوية السلمية للمنازعات الدولية. نشأت منظمة السلام الدولية السابقة لعصبة الأمم، ألا وهي الاتحاد البرلماني الدولي، على يد الناشطين السلميين: ويليام راندال كريمر وفريدريك باسي، سنة 1889. اعتبرت هذه المنظمة ذات طابع دولي بحلول عام 1914، عندما كان ثلث أعضائها يمثلون الدول البرلمانية الأربع والعشرين القائمة في ذلك الزمن، وكانت أهداف هذه المنظمة تتلخص في تشجيع الحكومات على حل المنازعات الدولية بالطرق السلمية، بما فيها التحكيم، وكانت تعقد مؤتمرات سنوية لمساعدة الحكومات على تحسين مهاراتها في إجراء المفاوضات. كانت هذه المنظمة تتكون من مجلس يرأسه رئيس منتخب، وقد استمدت العصبة شكل هيكليتها الداخلية من هيكلية هذه المنظمة.
مع بزوغ فجر القرن العشرين، ظهرت كتلتان عسكريتان في أوروبا، ولدتا عن طريق أحلاف أقامتها القوى العظمى مع بعضها البعض، وقد بيّنت هذه الأحلاف مدى خطورتها عندما اندلعت الحرب العالمية الأولى سنة 1914، إذ قامت بجرّ جميع القوى الأوروبية العظمى إلى أتون الحرب. كانت هذه الحرب هي الأولى من نوعها في أوروبا بين الدول الصناعية، والمرة الأولى التي جرى فيها تكريس المصانع ومنتجاتها لصالح الجيوش، وقد تسببت في مصرع أكثر من ثمانية ملايين ونصف مليون جندي، وحوالي 21 مليون جريح، ومقتل ما يقرب من 10 ملايين مدني. بعد أن وضعت الحرب أوزارها في شهر نوفمبر من سنة 1918، تبيّن مدى جسامة الأضرار التي لحقت بأوروبا سواءً على المستوى الاجتماعي أو السياسي أو الاقتصادي، فبرز تيّار مناوئ للحروب بعامّة حول العالم؛ ووُصف أتباعه الحرب العالمية الأولى بأنها «حرب إنهاء الحروب»، وقالوا بعدّة أسباب يجب معالجتها كي لا تُجرّ الدول إلى قتال بعضها البعض مجددًا، ومن هذه الأسباب: سباق التسلّح، المحالفات، الدبلوماسية السريّة، وحريّة الدول ذات السيادة بالدخول في أي حرب طالما أنها ترى في ذلك تحقيقًا لمصالحها. رأى أتباع هذا التيّار أن معالجة هذه الأسباب تكمن في إنشاء منظمة دولية تهدف إلى منع قيام حروب مستقبلية عبر نزع السلاح، والدبلوماسية المفتوحة، والتعاون الدولي، تقييد حق الدول في إعلان الحرب، وتوقيع عقوبات صارمة على الدولة التي تقدم على إعلان الحرب، الأمر الذي يجعل من الأخيرة منفرة بالنسبة للأمم المختلفة.
خلال الفترة التي كانت فيها الحرب ما تزال تدور رحاها في أوروبا، كانت عدّة حكومات ومنظمات قد طوّرت مجموعة من الخطط الهادفة إلى الحيلولة دون نشوب حرب كهذه مجددًا. كان الرئيس الأمريكي وودرو ويلسون ومستشاره العقيد إدوارد ماندل هاوس، أكثر الحكوميين تحمسًا لفكرة إنشاء عصبة تحول دون تكرار سفك الدماء الذي حصل، وكان إنشائها محور مبادئ ويلسون الأربعة عشر للسلام، التي تحدث عنها في خطابه أمام الكونغرس، وقد نص المبدأ الأخير منها على أن: «يجب تشكيل جمعية عامة من الأمم بموجب المواثيق المحددة لغرض منح ضمانات متبادلة من الاستقلال السياسي والسلامة الإقليمية للدول الكبرى والصغرى على حد سواء». أقدم الرئيس ويلسون، قبل أن تتم صياغة أية بنود في اتفاقية السلام، أقدم على إرسال فريق بقيادة العقيد هاوس ليجمع ما تيسّر من معلومات ضرورية لتقييم الوضع الجغرافي السياسي في أوروبا. وفي أوائل يناير من عام 1918، استدعى ويلسون العقيد هاوس إلى واشنطن وبحث معه في النتائج التي توصّل إليها الفريق الأمريكي، وذلك بسريّة تامّة، ثم أعلن الرئيس في خطبة له أمام الكونغرس في 8 يناير سنة 1918، عن عزمه إنشاء منظمة سلام دولية بالتعاون مع القوى العظمى في أوروبا، الأمر الذي أثار دهشة الأعضاء المجتمعين.
تأثرت مخططات ويلسون الأخيرة المتعلقة بعصبة الأمم، بأفكار رئيس وزراء جنوب أفريقيا، جون كريستيان سمطس، فقد كان الأخير قد نشر مقالة في عام 1918 تحمل عنوان «عصبة الأمم: اقتراح عملي» (بالإنجليزية: The League of Nations: A Practical Suggestion)، ووفقًا لبعض المؤرخين، فقد أعجب ويلسون بأفكار سمطس إعجابًا شديدًا، و«تبنّاها هي وأسلوبه». عاد الرئيس ويلسون إلى الولايات المتحدة في 8 يوليو سنة 1919، وأطلق حملة وطنية كبيرة هدفت إلى استقطاب الرأي العام الأمريكي وتأييد الشعب انضمام دولته إلى العصبة. وفي 10 يوليو، خطب ويلسون أمام مجلس الشيوخ وقال في كلمته: «لقد أُُلقي على عاتق هذه الأمة العظيمة دورًا جديدًا ومسؤولية جديدة علينا أن نحترمها، ونتمنى لو نستطيع تأديتها بأعلى المستويات». لقي هذا الخطاب تأييدًا ضئيلاً من التكتلات السياسية الأمريكية، وبخاصة من الحزب الجمهوري.
خرج المجتمعون من مؤتمر باريس للسلام وقد اتفقوا على الحفاظ على السلام الدائم بعد الحرب العالمية الأولى، ووافقوا على تأليف عصبة الأمم التي دعا إليها الرئيس ويلسون في 25 يناير سنة 1919. صيغ ميثاق العصبة من قبل جمعيّة مختصة، وتأسست العصبة بشكل رسمي بعد أن نصّ عليها في الفقرة الأولى من معاهدة فيرساي. وفي 28 يونيو سنة 1919، قامت 44 دولة بالتوقيع على ميثاق العصبة، منها 31 دولة شاركت بالحرب إلى جانب كتلة الوفاق الثلاثي، وعلى الرغم من جهود ويلسون الحثيثة لإنشاء العصبة، والتي مُنح بسببها جائزة نوبل للسلام في شهر أكتوبر من عام 1919، فإن الولايات المتحدة، بقيادة الكونغرس والجمهوري، رفضت التصديق على ميثاق العصبة أو الانضمام لها. فقد رأت الولايات المتحدة في النظام التأسيسي للعصبة محاولة من الدول الأوروبية الاستعمارية الكبرى للاستئثار بغنائم الحرب العالمية الأولى.
عقدت عصبة الأمم أول اجتماعاتها في 16 يناير 1920، أي بعد دخول معاهدة فرساي حيز التطبيق بستة أيام وانتهاء للحرب العالمية الأولى بشكل رسمي. نُقل مقر العصبة إلى جنيف في نوفمبر من نفس العام، حيث عُقدت أولى الجلسات في الخامس عشر منه، وحضرها ممثلون عن 41 دولة.

## اللغات والرموز
كانت اللغات الرسمية لعصبة الأمم هي الفرنسية والإنجليزية والإسبانية (بدءًا من عام 1920). تبنّت عصبة الأمم اعتماد الإسبرانتو كلغة عمل رسمية، وتشجيع العمل بها، وهي الخاصية التي لم تستخدم إطلاقًا. وفي عام 1921، كان هناك اقتراح من قبل اللورد روبرت سيسيل لإدخال الإسبرانتو في المدارس الحكومية في الدول الأعضاء، وفوّضت لجنة لدراسة تلك الفكرة. وعندما قدم التقرير بعد عامين، أوصى التقرير بتعليم الاسبرانتو في المدارس، وهو الاقتراح الذي قبله 11 مندوبًا، إلا أن المندوب الفرنسي غابرييل هانوتو عارض الاقتراح بقوة، لحماية اللغة الفرنسية التي كانت لغة دولية بالفعل. لذا قُبل التقرير باستثناء المقطع الذي طالب بتدريس الإسبرانتو في المدارس.
لم يكن لعصبة الأمم علم أو شعار. كان هناك مقترحات مقدمة لاعتماد رمز رسمي مع بداية عصبة الأمم في عام 1920، إلا أن الدول الأعضاء لم تتوصل إلى اتفاق أبدًا. وعند كانت هناك حاجة لاستخدام علم أو شعار، كانت عصبة الأمم تستخدم شعارات وأعلام مختلفة (أو لا تستخدم شيء على الإطلاق) في عملياتها الخاصة. وفي عام 1929، عقدت مسابقة دولية لاختيار تصميم مناسب، إلا أنها فشلت مرة أخرى في اختيار الشعار. أحد أسباب هذا الفشل، هو خوف الدول الأعضاء من أن وجود قوة دولية، قد تُهمّش من وجودها.
وأخيرًا، في عام 1939، ظهر شعار شبه رسمي من نجمتين خماسيتين على خلفية خماسية زرقاء. رمزت تلك النجمتان للقارات الخمس والأعراق الخمسة، مع قوسين في الأعلى والأسفل يحملان اسم المنظمة بالإنجليزية (League of Nations) وبالفرنسية (Société des Nations)، وقد استخدم هذا العلم على مبنى معرض نيويورك الدولي عامي 1939 و 1940.
كما كان لعصبة الأمم قسم بريدي نشط جدًا، فقد كانت هناك عدد كبير من المراسلات البريدية بين المقرات والوكالات المتخصصة وفي المؤتمرات الدولية. وفي كثير من الحالات، استخدمت طوابع بريدية ذات طبعات إضافية.

## الأجهزة الرئيسية

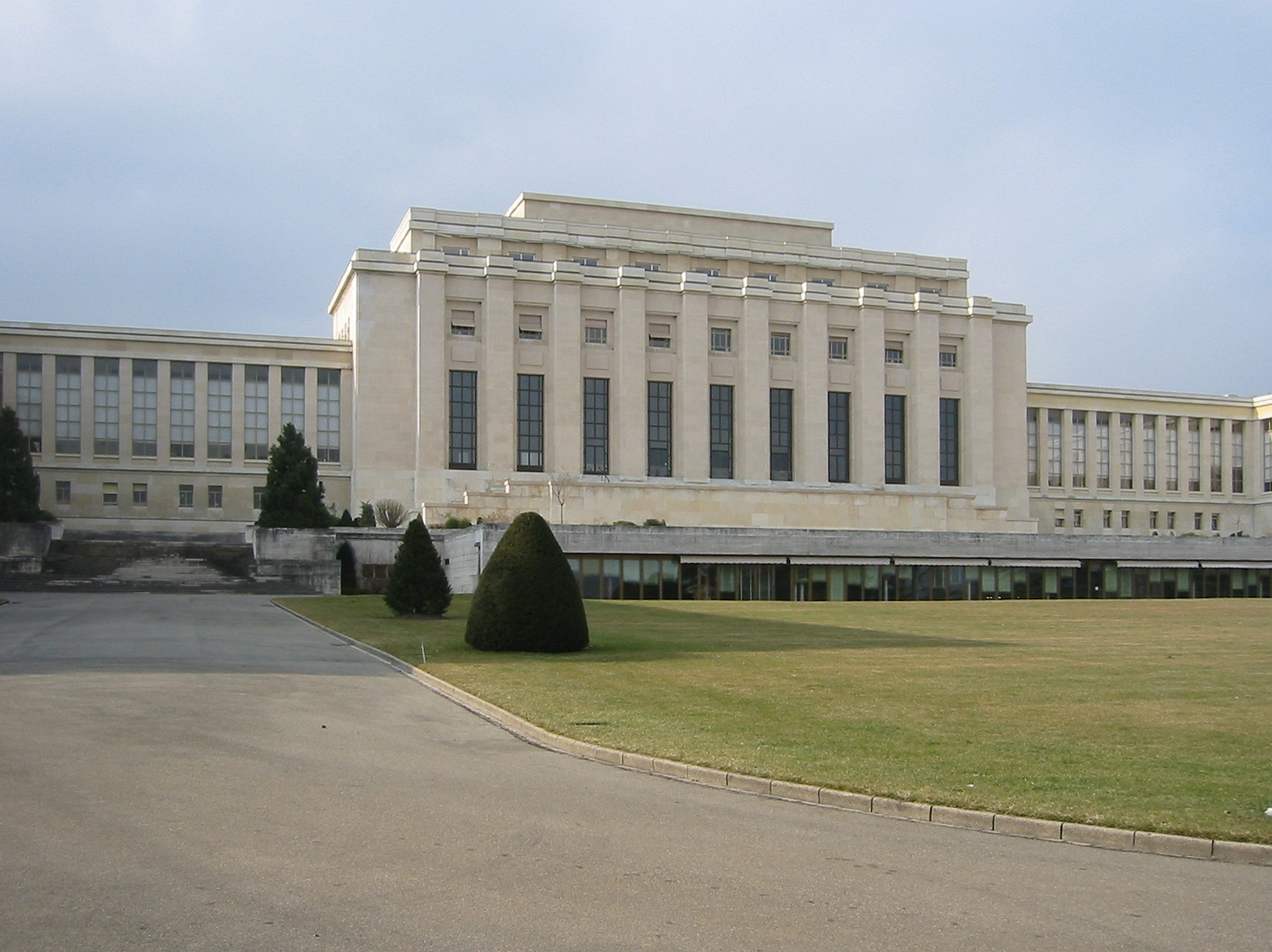
"قصر الأمم" في جنيف، سويسرا. وهو المقر الرسمي لعصبة الأمم منذ عام 1929 وحتى حلّها.

الأجهزة الرئيسية لعصبة الأمم وفق ميثاقها هي: الجمعية العامة، ومجلس عصبة الأمم، والأمانة العامة الدائمة التي يرأسها الأمين العام ومقرها في جنيف. هناك أيضًا منظمات أخرى ألحقت بالعصبة واعتبرت من أجهزتها من أمثال المحكمة الدائمة للعدل الدولي، ومنظمة العمل الدولية. كما أنّ ميثاق العصبة نصّ على إمكانية إنشاء هيئات مساعدة لمختلف المسائل ذات الطابع التقني، وبناءً عليه فقد كان للعصبة العديد من الوكالات والمؤسسات المساعدة في مثل هذه القضايا.
طبيعة العلاقة بين الجمعية العامة ومجلس عصبة الأمم لم تحدد بشكل واضح في الميثاق، وكذلك الحال بالنسبة لصلاحيات واختصاصات كل منهما حيث يلاحظ العديد من أوجه التشابه في الصلاحيات، هذا ما فسح المجال أمام تنافس وتداخل في الصلاحيات بين الجمعية العامة والمجلس، إضافة إلى تكرار عرض القضية نفسها أمام كلا الهيئتين.
فيما يخصّ آلية اتخاذ القرار، فإن الإجماع كان مطلوبًا لقرارات كل من الجمعية والمجلس، إلا في القضايا الإجرائية وبعض الحالات الأخرى القليلة كقبول أعضاء جدد؛ أهمية الإجماع أمّن كون قرارات العصبة صادرة عن طريق التوافق العام وليس عن طريق أغلبية متحكمة، خصوصًا في بعض القضايا الهامة كالاعتراف بالسيادة الوطنية لإحدى الدول. هناك استثناء يتعلق بحالة النزاع، إذ لم يكن مطلوبًا موافقة أطراف النزاع للحصول على الإجماع، بل المطلوب هو موافقة غالبية أعضاء الجمعية العامة، مع إجماع أعضاء مجلس عصبة الأمم فقط.

### الأمانة العامة
الأمانة العامة الدائمة، يقع مقرها في مقر العصبة في جنيف، وتتألف من خبراء دوليين من مختلف المجالات وتعمل تحت إشراف الأمين العام للعصبة.
قسمت الأمانة العامة إلى مجموعة من الفروع لمختلف الاختصاصات وهي: السياسية، والمالية والاقتصادية، والهجرة، وشؤون الأقليات، والولايات، وشؤون نزع السلاح، والصحة، والشؤون الاجتماعية (كتجارة المخدرات أو الاتجار بالنساء والأطفال)، وشؤون التعاون الثقافي، والشؤون القانونية، وحفظ المعلومات. ولكل قسم مسؤوليته الكاملة عن جميع الأعمال المكتبية الرسمية المتعلقة في اختصاصه، وقد وثقت وحفظت جميع الاجتماعات والمؤتمرات التي عقدت في هذا الصدد.
موظفو الأمانة العامة، أولجوا أيضًا مهمة إعداد جدول أعمال مجلس العصبة وجمعيتها العامة، ونشر تقارير الاجتماعات وغيرها من القضايا الروتينية، إضافة إلى تأمين مختلف الخدمات الاجتماعية لأعضاء العصبة؛ كان ينظر إلى أن عدد موظفي الأمانة العامة يجب أن يكون صغيرًا وفي حدّه الأدنى دومًا؛ على سبيل المثال، بلغ مجموع موظفي الأمانة العامة في سبتمبر 1924 75 موظفًا فقط، أما موظفي جميع الأمانات بما في ذلك موظفي الخدمات المكتبية، بلغ 400 موظف. تولّى منصب الأمين العام لعصبة الأمم ثلاثة أشخاص هم على التوالي:
- 1920-1933 : السير إريك دروموند،  المملكة المتحدة.
- 1933–1940 : جوزيف أفينول،  فرنسا.
- 1940-1946 : شون ليستر،  أيرلندا.

### الجمعية العامة
تتألف الجمعية العامة لعصبة الأمم من ممثلي جميع الدول الأعضاء في العصبة، وكان يسمح أن يكون لكل دولة ثلاثة ممثلين، وصوت واحد. اجتمعت الجمعية العامة للمرة الأولى في جنيف عام 1920، وبعد ذلك انعقدت دوريًا في شهر سبتمبر من كل عام، أما الدورات الاستثنائية للجمعية فكانت تعقد بناءً على طلب أحد الأعضاء، شرط موافقة أغلبية الأعضاء على الدعوة لعقد الدورة الاستثنائية.
المهام المحتكرة من قبل الجمعية العامة هي قبول الأعضاء الجدد، وانتخاب الأعضاء غير الدائمين في مجلس العصبة، وانتخاب مجلس قضاة المحكمة، وتنظيم ميزانية العصبة وإقرارها، وعلى أرض الواقع فإن الجمعية العامة كانت من القوة بمكان بحيث تمكنت من توجيه أنشطة العصبة.

### مجلس عصبة الأمم

ليون بورجوا شارك في إنشاء عصبة الأمم وأصبح أول رئيس لها.

مجلس عصبة الأمم هو من حيث البنية نوع من الهيئة التنفيذية مهامها توجيه أعمال الجمعية العامة وتنفيذ قراراتها، وقد بدأ المجلس مع أربعة أعضاء دائمين هم بريطانيا العظمى وفرنسا وإيطاليا واليابان، وأربعة أعضاء غير دائمين تنتخبهم الجمعية العامة لمدة ثلاث أعوام؛ أول الأعضاء غير الدائمين كانوا بلجيكا والبرازيل واليونان وإسبانيا، علمًا أنه بحسب الميثاق فإن الولايات المتحدة الإمريكية كان من المفترض أن تكون خامس الأعضاء الدائمين، بيد أنّ مجلس الشيوخ الأمريكي صوّت في 19 مارس 1920 على قرار ضد التصديق على معاهدة فرساي، ومن ثم منع مشاركة الولايات المتحدة في العصبة.
خلال فترة نشاطه، تغيرت تركيبة المجلس عدة مرّات، في 22 سبتمبر 1922، رفع عدد الأعضاء غير الدائمين إلى ستة، ثم في 8 سبتمبر 1926 رفع العدد مجددًا إلى تسعة، كذلك فقد أصبحت ألمانيا خامس الأعضاء الدائمين في المجلس عام 1926، ما أدى إلى رفع عدد أعضاء المجلس إلى خمسة عشر عضوًا بختام عام 1926، بعد انسحاب كل من ألمانيا واليابان من العصبة، عوّض عن انسحابهم برفع عدد المقاعد غير الدائمة من تسعة إلى أحد عشر مقعدًا.
كان المجلس يعقد خمسة اجتماعات دوريّة في العام، إضافة إلى الاجتماعات الاستثنائية عند الاقتضاء، وقد بلغ مجموع اجتماعات المجلس العلنية بين عامي 1920 و1939، 107 جلسات. أما رئاسة المجلس فقد تولاها 23 شخصًا هم:
| - فرنسا، ليون بورجوا، 1920 - بلجيكا، بول هيمان، (أوّل مرة) 1920–1921 - هولندا، هيرمان أدريان فان كارنبيك، 1921–1922 - تشيلي، أوغسطين أدواردز، 1922–1923 - كوبا، كوزيمة دي لا تورينتيه بيريزا، 1923–1924 - سويسرا، غوسيب متى، 1924–1925 - كندا، راؤول داندوراند، 1925–1926 - البرتغال أغسطو دي فاسكونسيلوس 1926–1926 - يوغوسلافيا، ممدجيلو نيندجيتش، 1926–1927 - أوروغواي، ألبرتو غواني، 1927–1928 - الدنمارك، هيرلوف زاهلة، 1928–1929 | - إلسالفادور، خوسيه غوستافو غوريرو، 1929–1930 - رومانيا، نقولا تيتيلسكو، 1930–1932 - بلجيكا، بول هيمان، (للمرّة الثانية) 1932–1933 - جنوب أفريقيا، تشارلز ثيودور تي واتر، 1933–1934 - السويد، ريكارد ساندلر، 1934 - المكسيك، فرانسيسكو كاستيلو ناجيرا، 1934–1935 - تشيكوسلوفاكيا، إدوارد بينش، 1935–1936 - الأرجنتين، كارلوس سافيدار لاماس، 1936–1937 - تركيا، توفيق رشدو آراس، 1937–1937 - الراج البريطاني، أغا خان الثالث، 1937–1938 - أيرلندا، إيمون دي فاليرا، 1938–1939 - النرويج، يواقيم هامبرو، 1939–1946 |

### الأجهزة الأخرى
أهم المنظمات الأخرى للعصبة تمثلت بالمحكمة الدائمة للعدل الدولي، واللجان المنشأة من قبل العصبة للتعامل مع المشاكل الدولية الملحة؛ وشملت هذه المنظمات لجنة نزع الأسلحة، ومنظمة الصحة العالمية، ومنظمة العمل الدولية، واللجنة الخاصة بالانتداب، واللجنة الدولية للتعاون الفكري (التي شكلت مهدًا لمنظمة اليونيسكو حاليًا)، والمجلس الدائم لمكافحة المخدرات، ولجنة شؤون اللاجئين، واللجنة الخاصة بالرق.
العديد من هذه المؤسسات، نُقل عملها واختصاصاتها إلى الأمم المتحدة بعد الحرب العالمية الثانية، من أمثال منظمة العمل الدولية والمحكمة الدائمة للعدل الدولي ومنظمة الصحة العالمية التي تعتبر اليوم من مؤسسات الأمم المتحدة.

#### المحكمة الدائمة للعدالة الدولية
أقر مجلس عصبة الأمم والجمعية العامة دستور المحكمة الدائمة للعدالة الدولية، وتم انتخاب قضاتها من قبل الهيئتين أيضاً، أما ميزانيتها فقد أُقرّت من قبل الجمعية العامة.
كانت المحكمة تتألف من أحد عشر قاضياً، وأربعة نوّاب للقضاة، ينتخبون لولاية تبلغ تسع سنوات، أما اختصاص المحكمة فهو النظر بأي نوع من النزاعات الدولية التي تشكل دول العصبة طرفاً بها وبناءً على طلبها، كما للمحكمة تقديم رأي استشاري على أي نزاع أو مسألة تحال إليها من المجلس أو الجمعية، نصّ دستور المحكمة في بعض الأحوال على قبول الدعاوى المرفوعة من مختلف دول العالم حتى لو لم تكن عضواً في العصبة، خصوصاً فيما يتعلق بتفسير القانون الدولي.

#### منظمة العمل الدولية
تأسست منظمة العمل الدولية عم 1919 على أساس البند الثالث عشر من معاهدة فرساي، وأصبحت مذاك جزءًا من هيكلية الجامعة.
على الرغم من أعضاء المنظمة هم أنفسهم أعضاء عصبة الأمم، وعلى الرغم أيضًا من أن ميزانية المنظمة تقرّ من الجمعية العامة وتراقب عن طريقها، إلا أنها بموجب قانونها الأساسي هيئة مستقلة لها إدارتها الخاصة، بما في ذلك أمانتها العامة؛ علمًا أن أحد أبرز أركان الاختلاف تمثل بإمكانية تمثيل أرباب العمل ونقابات العمّال داخل المنظمة، أي لم يحتكر ممثلوا الدول والحكومات عضويتها.
شغل ألبرت توماس مهام أول أمين عام لمنظمة العمل الدولية، وكان من أهم نجاحاتها حظر إضافة الرصاص للطلاء، واعتماد العديد من دول العالم مقترح المنظمة بتحديد ساعات العمل بثماني ساعات يوميًا مع منح عطلة أسبوعية، كما أنها ألغت عمالة الأطفال وساهمت في زيادة حقوق المرأة في العمل، وإجبار أصحاب السفن على الاعتراف بمسؤوليتهم عن الحوادث التي يتعرض لها البحارة؛ وقد واصلت المنظمة نشاطها حتى عام 1946 حين أصبحت جزءًا من الأمم المتحدة.

#### منظمة الصحة العالمية
تألفت منظمة الصحة العالمية من ثلاثة أقسام، القسم الأول يعنى بشؤون الصحة العامة ويضم ممثلين دائمين في العصبة وهو الفرع التنفيذي للمجلس الاستشاري العام أو الجمعية العامة المؤلفة من خبراء في الطب، والقسم الثاني هو لجنة الصحة، كان الغرض من لجنة الصحة الإشراف على سير العمل الصحي في الجامعة، وإصدار التقارير وتقديمها إلى المجلس الاستشاري حول الأوضاع الصحية في دول المنظمة؛ وقد تركز اهتمام المنظمة، على مكافحة ثم التخلص من البرص والملاريا والحمى الصفراء وإطلاق حملة دولية للقضاء على البعوض المسبب للمرضين، كذلك فقد تعاونت المنظمة مع حكومة الاتحاد السوفيتي لمنع انتشار وباء التيفوس، بما في ذلك حملة تثقيفية واسعة حول هذا المرض.

#### منظمة التعاون الفكري
اهتمت عصبة الأمم منذ إنشائها بقضية التعاون الفكري الدولي، وطالب الاجتماع الأول للجمعية العامة في ديسمبر 1920 أن يقوم مجلس العصبة باتخاذ إجراءات تهدف إلى إنشاء المنظمة الدولية للعمل الفكري، وهو ما تمّ رسميًا في أغسطس 1922، أما برنامج عمل اللجنة فقد تضمن تقديم المساعدة للبلدان التي تعاني من ضعف في الحياة الفكرية والثقافية، وإنشاء المنظمات واللجان الوطنية للتعاون الفكري، وحماية حقوق الملكية الفكرية، والتعاون مع المنظمات الدولية المختلفة التي تعنى بالشؤون الثقافية، وتعزيز التعاون بين الجامعات في مختلف أنحاء العالم، وتنسيق العمل وعمليات الترجمة الدولية للمنشورات، إضافة إلى التعاون في عمليات التنقيب ومجال البحوث الأثرية.

#### المجلس المركزي الدائم للأفيون

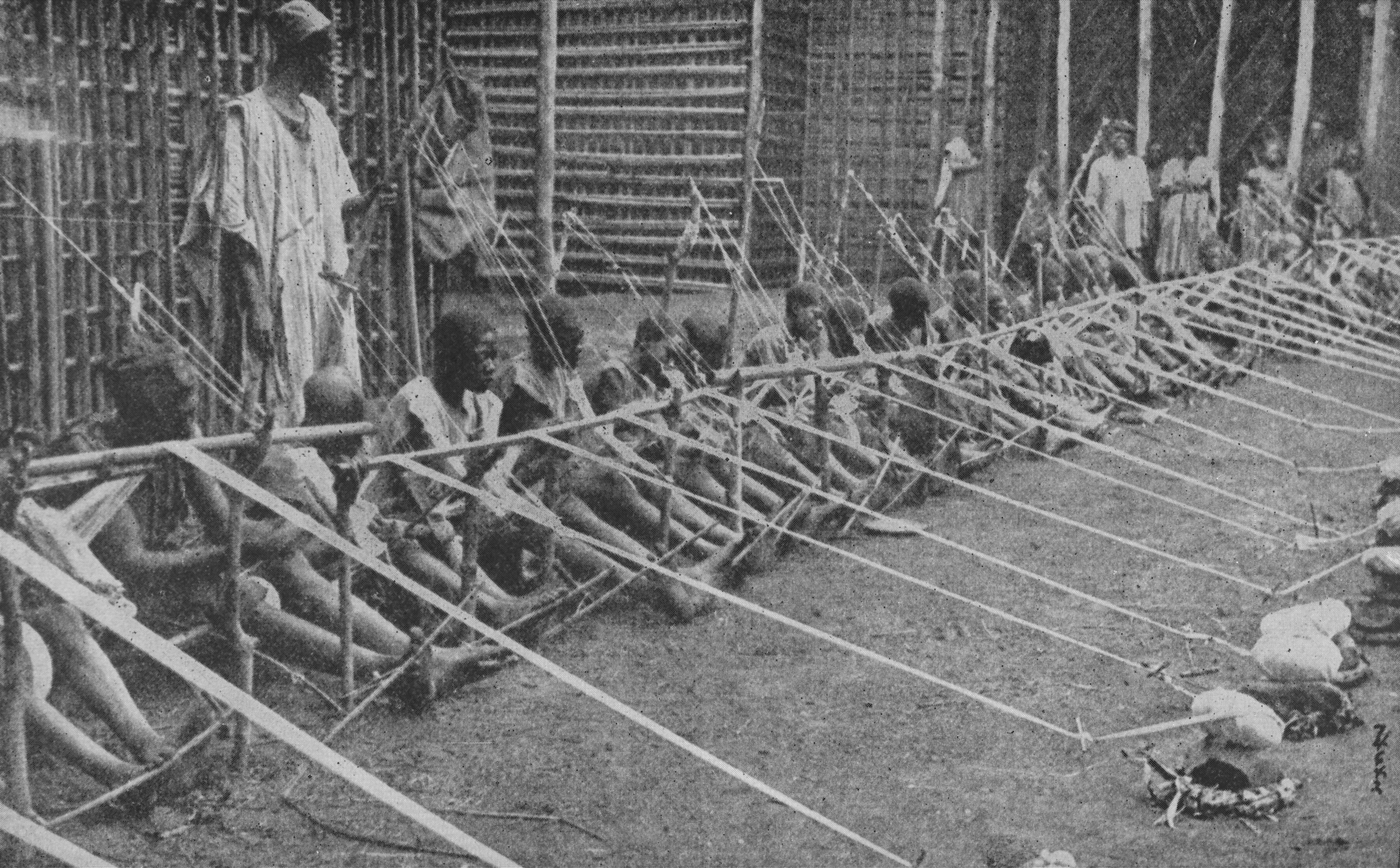
عمالة الأطفال في الكاميرون خلال عام 1919.

سعت العصبة من خلال إنشائها المجلس المركزي الدائم للأفيون لتنظيم تجارة المخدرات، والإشراف على الرقابة الإحصائية بموجب اتفاقية الأفيون الدولية الثانية، التي تعتبر المنظمة لعملية إنتاج وتصنيع وتجارة التجزئة للأفيون ومشتقاته؛ وقد أنشأ المجلس نظامًا خاصًا لشهادات الاستيراد والتصدير والتجارة الدولية المشروعة للمواد التي تعتبر مخدرة.

#### لجنة الرق والعبودية

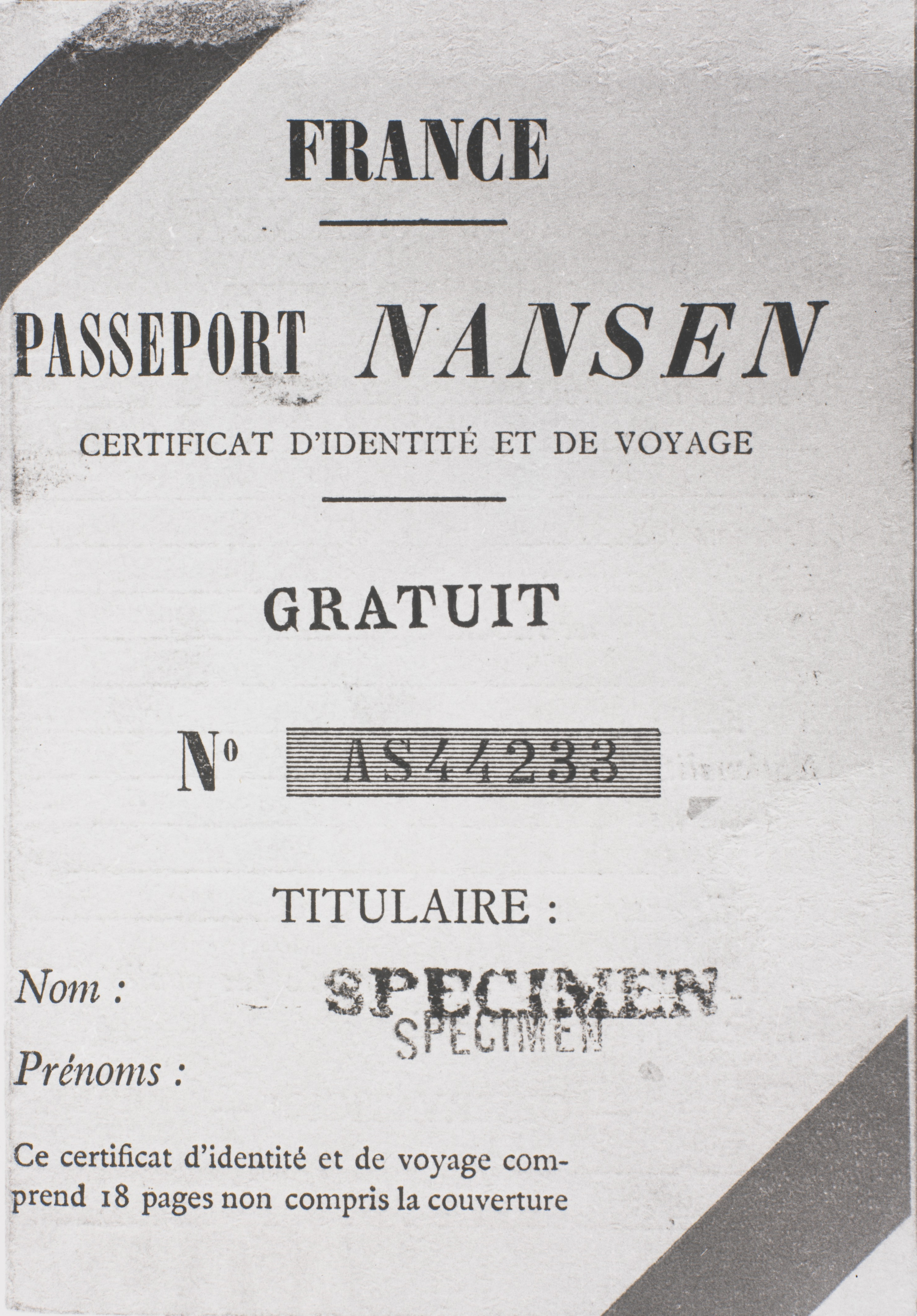
غلاف جواز سفر نانسين الذي أصدرته اللجنة لمعدومي الجنسية.

مهام هذه اللجنة تتمثل بالقضاء على الرق وتجارته في جميع أنحاء العالم، ومحاربة البغاء القسري. أبرز نجاحاتها كانت عن طريق الضغط على الحكومات لإنهاء قوانين الرق في البلاد التي تنتدبها، وقد كان من شروط انضمام أثيوبيا للعصبة في عام 1926 أن تقوم بإلغاء قوانين الرق لديها ومحاربته، وكذلك فعلت مع ليبيريا حيث عملت على إلغاء العبودية القسرية بين مختلف القبائل.
كذلك فقد نجحت في تحرير 200,000 من العبيد في سيراليون، وشنّت غارات منظمة ضد تجار الرقيق في جهودها لوقف ممارسة العمل القسري في أفريقيا، ونجحت في خفض معدل الوفيات بين العاملين في بناء السكك الحديدية في تنزانيا من 55% إلى 4%، وعمدت إلى الاحتفاظ بسجلات خاصة لمكافحة الرق والبغاء والإتجار بالنساء والأطفال.

#### لجنة اللاجئين
تشكلت لجنة شؤون اللاجئين في 27 يونيو 1921، وكان من مهامها رعاية اللاجئين والمهجرين والإشراف على عودتهم إلى وطنهم، وعند الاقتضاء توطينهم في أماكن تواجدهم. في نهاية الحرب العالمية الأولى كان هناك بين 2 إلى 3 ملايين سجين سابق في روسيا وحدها، وفي غضون سنتين من تأسيس اللجنة، كانت قد ساعدت على عودة 425,000 منهم إلى ديارهم، كذلك فقد أنشأت اللجنة مخيمات للاجئين في تركيا عام 1922، مما وقاهم من انتشار المجاعة والأوبئة، كما ساهمت في إصدار جواز سفر معروف باسم «جواز سفر نانسين» كوسيلة لتحديد الهوية بالنسبة للشعوب عديمة الجنسية.

#### لجنة دراسة الوضع القانوني للمرأة
شُكلت اللجنة في عام 1938 وحُلت في بداية 1939، وكانت تهدف لوضع دراسة قانونية حول أوضاع المرأة حول العالم، وكان أعضائها من فرنسا وبلجيكا ويوغوسلافيا وبريطانيا والسويد والولايات المتحدة والمجر؛ ولم تستطع تحقيق الكثير من النجاحات لمحدودية المدة الزمنية التي عملت بها.

## الأعضاء

خريطة العالم بين عامي 1920-1945، حيث يظهر أعضاء عصبة الأمم عبر تاريخها.

من بين أعضاء عصبة الأمم الـ 42 المؤسسين، لم يبق سوى 23 دولة (أو 24، إذا ما احتسبت فرنسا الحرة) كأعضاء حتى حُلت عصبة الأمم عام 1946. ففي عام 1920، انضمت ست دول أخرى للعصبة، ولم يبق منهم سوى اثنتين فقط حتى النهاية، كما انضم 15 بلدًا إضافيًا في السنوات اللاحقة. وكان أكبر عدد للدول الأعضاء 58 عضو بين 28 سبتمبر 1934 (عندما انضمت الإكوادور) و23 فبراير 1935 (عندما انسحبت باراغواي). وفي ذاك الوقت، انسحبت كوستاريكا (في 22 يناير 1925) والبرازيل (في 14 يونيو 1926) وإمبراطورية اليابان (في 27 مارس 1933) وألمانيا (في 19 سبتمبر 1933).
أصبح الاتحاد السوفيتي عضوًا في 18 سبتمبر 1934، عندما انضم استعداءً لألمانيا (التي كانت قد انسحبت في العام السابق)، وطرد من عصبة الأمم في 14 ديسمبر 1939، بعد أن غزا فنلندا. وبطرد الاتحاد السوفيتي، خرقت عصبة الأمم قواعدها الخاصة، فقد صوّت 7 من أصل 15 عضوًا من أعضاء المجلس لصالح الطرد (بريطانيا وفرنسا وبلجيكا وبوليفيا ومصر واتحاد جنوب أفريقيا وجمهورية الدومينيكان، وهو ما لم يمثل أغلبية الأصوات المطلوبة لاتخاذ قرار كهذا. وكان ثلاثة من هؤلاء الأعضاء، قد اختيروا أعضاءً في المجلس قبل يوم واحد فقط من التصويت (جنوب أفريقيا وبوليفيا ومصر). كان ذلك أحد آخر أعمال عصبة الأمم قبل أن توقف عمليًا، مع اندلاع الحرب العالمية الثانية.
كانت مصر آخر الدول انضمامًا إلى عصبة الأمم (في 26 مايو 1937)، أما أول عضو ينسحب من عصبة الأمم بعد تأسيسها، فكان كوستاريكا في 22 يناير 1925؛ بعد أن كانت قد انضمت في 16 ديسمبر 1920، مما يجعلها أسرع الدول انسحابًا من عصبة الأمم. أما آخر عضو انسحب من عصبة الأمم قبل حلها، فكان لوكسمبورغ في 30 أغسطس 1942. كما كانت البرازيل أول عضو مؤسس ينسحب (في 14 يونيو 1926) وهايتي آخر عضو مؤسس ينسحب (في أبريل 1942). وفي عام 1932، كان العراق أول دول الانتداب انضمامًا إلى عصبة الأمم.

## الانتدابات
في نهاية الحرب العالمية الأولى، واجهت دول الحلفاء مسألة التخلص من المستعمرات الألمانية السابقة في أفريقيا ومنطقة المحيط الهادئ وولايات الدولة العثمانية. أرسى مؤتمر السلام مبدأ يقول بأنه ينبغي إدارة هذه الأراضي من قبل حكومات مختلفة نيابة عن عصبة الأمم، وفق نظام يخضع للإشراف الدولي. عرف هذا النظام بالانتداب، الذي وضعه «مجلس العشرة» في 30 يناير 1919، وأحيل إلى عصبة الأمم.
نشأت انتدابات عصبة الأمم وفقًا للمادة 22 من ميثاق عصبة الأمم. أشرفت لجنة الانتداب الدائمة في عصبة الأمم، على تنظيم استفتاءات عامة في المناطق المتنازع عليها، بحيث يمكن أن يقرر سكان تلك المناطق لأي بلد ينضمون، وقسمت إلى ثلاث أنواع من الانتداب.

### الانتدابات من الدرجة الأولى
الانتدابات من الدرجة الأولى (وتنطبق على أجزاء من الدولة العثمانية القديمة) هي المجتمعات التي : 

### الانتدابات من الدرجة الثانية
وتنطبق على المستعمرات الألمانية السابقة، التي تتحمل عصبة الأمم مسؤوليتها بعد الحرب العالمية الأولى. والتي توصف بأنها «الشعوب» التي: 

### الانتدابات من الدرجة الثالثة
وشملت جنوب غرب أفريقيا وبعض جزر جنوب المحيط الهادئ، والتي يديرها الدول الأعضاء في عصبة الأمم. وصنّفت على أنها «الأراضي»: 

### قوى الانتداب
كانت الأراضي يحكمها القوى المنتدبة، مثل المملكة المتحدة في حالة فلسطين واتحاد جنوب أفريقيا في حالة جنوب غرب أفريقيا، حتى اعتبر سكان تلك الأراضي قادرون على حكم أنفسهم ذاتيًا. كان هناك 14 منطقة انتداب، قسّمت بين ست قوى انتداب، وهي المملكة المتحدة وفرنسا وبلجيكا ونيوزيلندا وأستراليا واليابان. وباستثناء مملكة العراق، التي انضمت إلى عصبة الأمم في 3 أكتوبر 1932، لم تحصل أيًا من هذه الأراضي على استقلالها حتى بعد الحرب العالمية الثانية، وهي العملية التي لم تنته حتى عام 1990. وبعد زوال عصبة الأمم، أصبحت معظم الانتدابات المتبقية مناطق خاضعة لإدارة الأمم المتحدة.
إضافة إلى الانتدابات، أدارت عصبة الأمم إقليم حوض سار لمدة 15 عامًا، قبل أن تستعيده ألمانيا في أعقاب استفتاء عام، ومدينة دانزيغ الحرة (الآن غدانسك، بولندا) من 15 نوفمبر 1920 إلى 1 سبتمبر 1939.

## حل النزاعات الإقليمية
تركت فترة ما بعد الحرب العالمية الأولى العديد من القضايا العالقة والتي يجب تسويتها بين الدول، بما في ذلك مواضيع الحدود الوطنية الدقيقة بين الدول. وأحقية دول في ضم مناطق معينة. وقد تم التعامل مع الكثير من هذه القضايا ضمن هيئات تابعة لدول الحلفاء مثل المجلس الأعلى للحلفاء. ومال الحلفاء إلى تحويل قضايا معقدة فقط إلى عصبة الأمم. مما أدى إلى لعب عصبة الأمم لدور صغير في حل الأزمات خلال السنوات الثلاث الأولى لتشكيلها. وقد تألف محققو القضايا في العصبة في السنوات الأولى لتشكيها من الدول الوقعة على معاهدة باريس للسلام.
ومع تطور العصبة، توسع دورها بوصفها مركز للنشاط الدولي. ويمكن ملاحظة ذلك في علاقة العصبة مع الدول غير الأعضاء. فعلى سبيل المثال عملت كل من الولايات المتحدة والاتحاد السوفيتي بشكل متزايد مع العصبة. ومع حلول النصف الثاني من سنة 1920 تعاملت كل من بريطانيا وفرنسا وألمانيا مع العصبة على أنها تمثل تعزيزًا لنشاطها الدبلوماسي. وحضر وزراء خارجية هذه الدول اجتماعات العصبة في جنيف خلال هذه الفترة. كما استخدموا آليات العصبة في محاولة حل خلافتهم وتحسين علاقتهم الخارجية.

### سيليزيا العليا

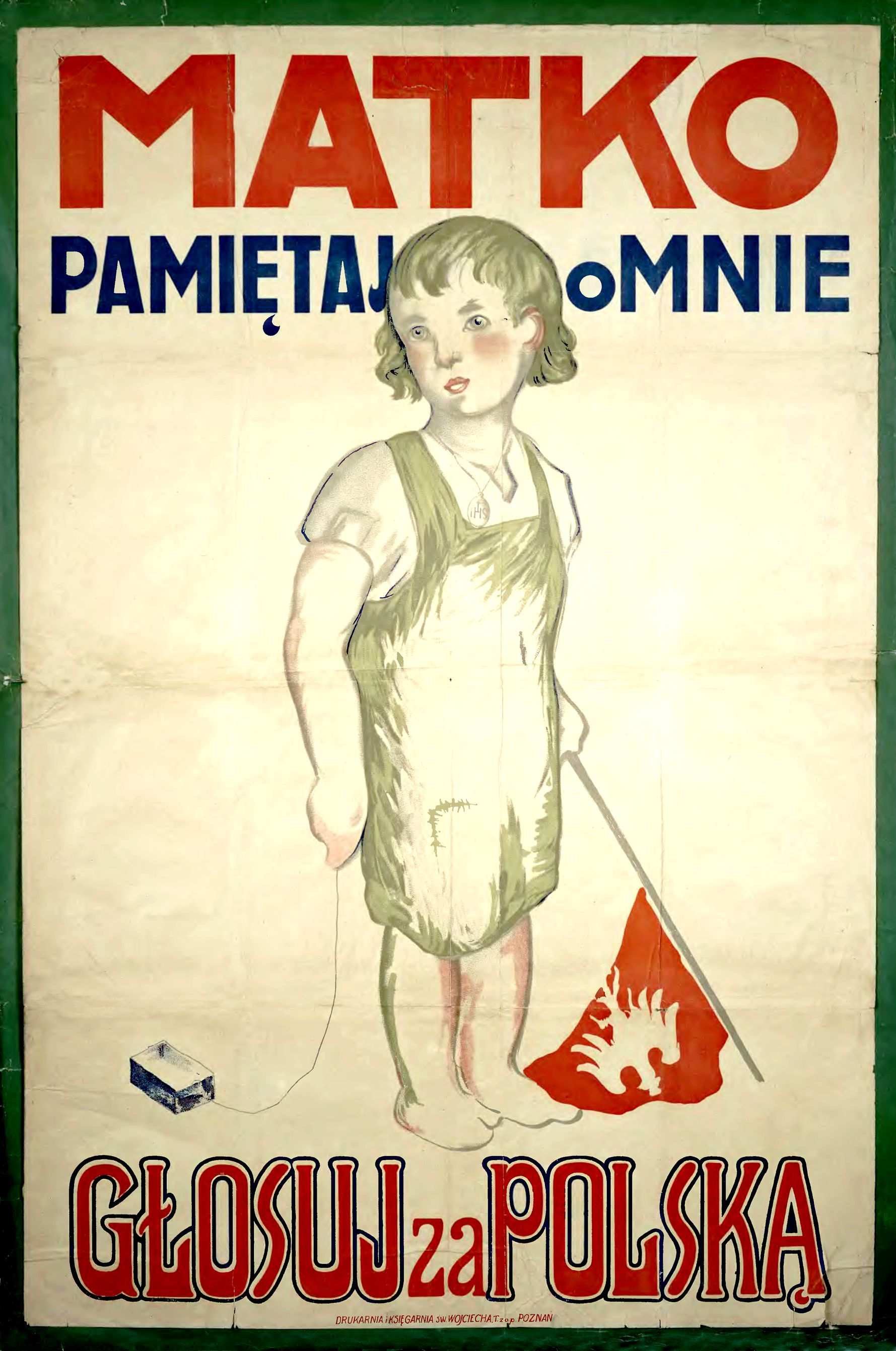
ملصق بولندي حول استفتاء سيليزيا سنة 1921 يقول: أمي تذكرني صوّت لبولندا.

حولت دول الحلفاء مشكلة سيليزيا العليا إلى العصبة بعد أن عجزت عن إيجاد حل لها. بدأت بولندا بعد الحرب العالمية الأولى المطالبة بسيلسيا العليا، والتي كانت جزءًا من بروسيا. وقد أوصت معاهدة فرساي بإجراء استفتاء في سيلسيا العليا لتحديد ما إذا كان الأقليم سيضم إلى ألمانيا أم بولندا. أدت الشكاوى حول موقف السلطات الألمانية إلى حدوث أعمال شغب في أول استفتائين في سيلسيا العليا (السنوات 1919 و1920)، ليجري استفتاء ثالث في 20 مارس من سنة 1921 لتكون نتيجة الاستفتاء بـ 59.6% لصالح الانضمام لألمانيا. لكن بولندا قالت بأن الظروف التي جرى فيها الاستفتاء لم تكن عادلة لتبدأ أعمال شغب للمرة الثالثة في سيلسيا في عام 1921. طُلبت من عصبة الأمم في يوم 12 أغسطس عام 1921 دراسة لتسوية هذه المسألة. لتنشأ العصبة لجنة تضم ممثلين من بلجيكا والبرازيل والصين وإسبانيا لدراسة الوضع. أوصت اللجنة بضرورة تقسيم سيلسيا العليا بين بولندا وألمانيا وفقًا لنتائج الاستفتاء. كما يتعين على الطرفين اتخاذ القرار حول تفاصيل العلاقة بين المنطقتين المقسمتين. على سبيل المثال إذا كان ينبغي تمرير البضائع بحرية عبر الحدود نظرًا للترابط الاقتصادي والصناعي في المنطقتين أم لا.
عقد مؤتمر في جنيف في شهر نوفمبر من سنة 1921 من أجل تحقيق اتفاق بين ألمانيا وبولندا، وتم الوصول إلى تسوية نهائية بعد خمس جلسات من التفاوض. وقد أعطت الاتفاقية معظم الأراضي لألمانيا، إلا أن القسم البولندي كان يحوي على معظم الموارد المعدنية في المنطقة والجزء الكبير من المناطق الصناعية. حصل استياء شعبي كبير في ألمانيا بعد أن أعلن الاتفاق إلى العلن في مايو سنة 1922. وعلى الرغم من ذلك استمرت المصادقة على المعاهدة بين البلدين، ونتجت عن هذه الاتفاقية حالة سلمية دائمة في المنطقة حتى الفترة التي سبقت الحرب العالمية الثانية.

### ألبانيا
لم تحدد حدود ألبانيا خلال مؤتمر باريس للسلام الوقع سنة 1919، وترك الأمر للعصبة لأن تقرر ذلك. لكن لم يتم تحديد حدودها مع حلول سبتمبر من سنة 1921. مما خلق حالة غير مستقرة مع تكرار القوات اليونانية عبور الأجزاء الجنوبية للأراضي الألبانية وتصدي القوات اليوغسلافية لها. إضافة إلى اشتباكات مع رجائل القبائل الألبانية. أرسلت العصبة لجنة تحقيق تتألف من ممثلين عن مختلف القوى في المنطقة. لتقرر العصبة في نوفمبر من سنة 1921 على أن حدود ألبانيا ينبغي أن تبقى على ما كانت عليه في سنة 1913، مع تعديلات طفيفة إرضاءً للجانب اليوغسلافي. انسحبت القوات اليوغسلافية بعد بضعة أسابيع.
عادت حدود ألبانيا مرة أخرى لتبرز كقضية صراع دولي بعد أن أُغتيل الجنرال الإيطالي إنريكو تيلليني مع أربعة من مساعديه في يوم 24 أغسطس من سنة 1923 والذي كانت مهمته متعلقة بترسيم الحدود المقررة بين اليونان وألبانيا. طالب عندئذ بنيتو موسوليني بضرورة تشكيل لجنة للتحقيق في الحادث. وطالب لجنة التحقيق بالانتهاء من التحقيق في غضون خمسة أيام. أصر موسوليني بأن تدفع الحكومة اليونانية تعويضات لإيطاليا بمبلغ 50000000 ليرة إيطاليا بغض النظر عن نتيجة التحقيق. في حين أصرت اليونان بأنها لن تدفع إلا إذا ثبت أن عملية الاغتيال قد قام بها يونانيون.
أرسل موسيليني سفينة حربية لقصف جزيرة كورفو اليونانية. ومن ثم احتلت القوات الإيطالية هذه الجزيرة في 31 أغسطس من سنة 1923. كان هذا العمل يعارض ميثاق العصبة، وناشدت اليونان العصبة لكي تتعامل مع هذا العدوان. وافقت دول الحلفاء في ظل ضغط موسوليني بأن تكون منظمة السفراء مسؤولة عن حل النزاع بسبب كون منظمة السفراء هي من عينت الجنرال إنريكو تيلليني. درس مجلس العصبة النزاع ثم مرر النتيجة التي توصل إليها إلى منظمة السفراء لاتخاذ القرار النهائي، وقد وافقت المنظمة على توصيات العصبة القاضية بدفع تعويضات لإيطاليا. وفي النهاية اضطرت اليونان إلى دفع خمسون مليون ليرة إيطالية إلى إيطاليا حتى بدون اكتشاف قتلة تيلليني. وهذا يتعارض مع ميثاق العصبة، لذا ناشدت اليونان العصبة التعامل مع الوضع. الحلفاء، ومع ذلك، وافقوا (في ظل إصرار موسوليني) أن مؤتمر السفراء ينبغي أن يكون مسؤولًا عن حل النزاع لأنه كان المؤتمر الذي كان قد عين اللواء تيلليني. درس مجلس العصبة النزاع لكنه مرر النتائج التي توصلوا إليها إلى مجلس سفراء لاتخاذ القرار النهائي. المؤتمر قبل معظم توصيات الجامعة مما اضطر اليونان إلى دفع خمسين مليون ليرة إلى إيطاليا حتى ولو لم تكن اكتشفت أولئك الذين ارتكبوا هذه الجريمة. موسوليني كان قادرًا على مغادرة كورفو منتصرًا.

### جزر أولند
تتألف جزر أولند من 6500 جزيرة وتقع في منتصف الطريق بين السويد وفلندا. يتكلم سكان هذه الجزر اللغة السويدية حصرًا. لكن خسرت السويد هذه الجزر وفلندا في سنة 1809 لصالح الإمبراطورية الروسية. أعلنت فلندا استقلالها في ديسمبر من سنة 1917 أثناء اضطرابات الثورة البلشفية في روسيا، وقد تمنى معظم سكان هذه الجزر أن يعودوا مرةً أخرى للحكم السويدي. لكن رأت الحكومة الفلندية أن هذه الجزر جزء من دولتهم الجديدة. حيث ضم الروس هذه الجزر إلى دوقية فنلندا الكبرى المشكلة في سنة 1809. تصاعد الخلاف بين السويد وفلندا بحلول عام 1920 إلى مستوى خطر نشوب حرب بين البلدين. أحالت الحكومة البريطانية هذه المشكلة إلى مجلس العصبة، لكن فلندا رفضت تدخل العصبة ورأت أن هذه المسألة هي أمر داخلي. شكلت العصبة لجنة خبراء صغيرة لتقرر فيما إذا ينبغي للعصبة أن تحقق في هذه القضية، ومع بعض الاستجابة الإيجابية شُكلت لجنة محايدة. أعلنت العصبة قرارها في يونيو 1921 بأن الجزر ينبغي أن تظل جزءًا من فلندا مع ضمان حماية سكان الجزر ونزع السلاح منها. وأصبحت هذه القضية أول اتفاق دولي أوربي نتج مباشرةً من خلال نشاط العصبة.

### هتاي
شُكلت جمهورية هاتاي ككيان سياسي انتقالي. وظهرت إلى الوجود رسمي في 7 سبتمبر من سنة 1938، وانتهت في 29 يونيو 1939 ضمن أراضي سنجق إسكندرونة، والتي كانت خاضعة للانتداب الفرنسي على سوريا مع رقابة من قبل عصبة الأمم. ضمت هذه الدولة إلى جمهورية تركيا في 29 يونيو 1939 وتحولت إلى محافظة هتاي التركية (باستثناء مناطق إرزين ودورتيول وهاسا).

### كلابيدا
خضعت مدينة كلابيدا (والتي تعرف باسم ميمال بالألمانية) إلى سيطرة الحلفاء المؤقتة بعد الحرب العالمية الأولى ووفق المادة 99 من معاهدة فراساي. وكان أغلبية سكان هذا الميناء البحري من الألمان. فضلت كل من الحكومة الفرنسية والبولندية تحويل كلابيدا إلى مدينة دولية، في حين طالبت ليتوانيا بضم هذه المدينة إليها. دفع عدم حسم أمر السيطرة على المنطقة حتى قبل عام 1923 إلى غزو المنطقة والاستيلاء على الميناء من قبل قوات الحلفاء. وبعد فشل الحلفاء للتوصل لاتفاق مع ليتوانيا، دفعوا بهذا القضية إلى العصبة. لتعين العصبة في ديسمبر من سنة 1923 لجنة تحقيق. والتي قررت إعطاء كلابيدا إلى ليتوانيا مع فسح المجال للحكم الذاتي في المدينة. تم توقيع مجلس العصبة على الموافقة على اتفاقية كلابيدا في 14 مارس من سنة 1924 ومن ثم وقعته كل من ليتوانيا وقوات الحلفاء.

### الموصل
حلت عصبة الأمم في عام 1926 النزاع بين المملكة العراقية وتركيا للسيطرة على محافظة الموصل العثمانية سابقًا. وقد مثلت بريطانيا العراق في الشؤون الخارجية وفق الحق الذي منحته إياها العصبة في الانتداب البريطاني على العراق منذ عام 1920. وعلى الرغم من انتماء الموصل تاريخيًا إلى العراق، كانت الحكومة التركية الجديدة قد أعلنت أن الموصل هي جزء تاريخي من تركيا. أرسلت عصبة الأمم لجنة تحقيق تتألف من أعضاء من بلجيكا والمجر والسويد إلى المنطقة لدارسة هذ القضية في سنة 1924، لتجد عدم رغبة السكان في أن يكونوا جزءًا من تركيا أو العراق، لكنهم يفضلون العراق إذا وجب عليهم الاختيار بين الاثنتين.
أوصت لجنة التحقيق في سنة 1925 على أن تبقى الموصل جزءًا من العراق، مع شرط بقاء الانتداب البريطاني على العراق لمدة 25 عام، لضمان حقوق الحكم الذاتي للسكان الأكراد. اعتمد مجلس العصبة على توصية لجنة التحقيق لتقره في 16 كانون الأول سنة 1925 لتضم رسميًا الموصل إلى مملكة العراق. وعلى الرغم من أن تركيا قد وقعت على معاهدة لوزان في سنة 1923 والقاضية بقبول قرارات العصبة، إلا أنها رفضت قرار العصبة وشككت في سلطة العصبة. لتحال القضية إلى المحكمة الدائمة للعدل الدولي والتي أقرت بأن قرارات العصبة المتخذة بالإجماع يجب قبولها. وقعت بريطانيا والعراق وتركيا في 5 يونيو من سنة 1925 على اتفاقية منفصلة تبعت قرار مجلس العصبة، ووفقاً لهذه الاتفاقية ألحقت الموصل بالعراق. وأيضًا وافقت العراق على أنها ستنضم إلى عصبة الأمم خلال 25 عام وستبقى تحت سيطرة الانتداب حتى دخولها في العصبة.

### فيلنيوس
استعادت كل من بولندا وليتوانيا استقلالها بعد الحرب العالمية الأولى، لكن وجد خلاف حدودي بين البلدين. وقد وقعت ليتوانيا خلال الحرب البولندية السوفيتية على اتفاقية سلام مع الاتحاد السوفيتي والتي ضمنت بقاء ليتوانيا خارج حدود الاتحاد السوفيتي. ووفق هذه المعاهدة خضعت فيلنيوس وهي عاصمة ليتوانيا قديمًا إلى ليتوانيا والتي أصبحت مقر الحكومة في البلاد. أدى هذا الاتفاق إلى توتر بين ليتوانيا وبولندا بعد أن خشيت بولندا من انضمام ليتوانيا إلى الحرب ضدها. وفي 7 أكتوبر سنة 1920 قادت العصبة تفاوض أدى إلى قصيرة بين البلدين. كانت غالبية السكان في حقبة ما بين الحربين من البولنديين وذلك ساعد الجنرال لوشيان زيلغوسكي إلى الهجوم على المدينة واحتلالها وادعى أن الحكومة تحت الحماية البولندية.
طلبت ليتوانيا المساعدة من العصبة والتي بدورها دعت بولندا للانسحاب من فيلنيوس. قالت الحكومة البولندية بأنها ستمتثل للقرار، لكنها بدلاً من الانسحاب عززت قواتها في المدينة. دفع هذا العصبة إلى أن تصدر قرار على أنها يجب أن تقرر حالة المنطقة من قبل سكانها عبر استفتاء شعبي. كما يجب على القوات البولندية الانسحاب لتحل محلها قوات دولية. شملت القوات الدولية التي ستبدأ استعدادها للانطلاق قوات من فرنسا وبريطانيا. لكن هذه القوات لم تباشر عملها بعد زيادة التوتر العسكري بين البلدين في نهاية عام 1920 أقرت بولندا بأنها ستبدأ بالتوصل إلى تسوية سلمية وفق خطة استفتاء المطروحة من قبل العصبة، وسحب قواتها والتعاون مع العصبة. إلا أن رفض الاتحاد السوفيتي لأي وجود دولي في ليتوانيا، جعل هذه الخطة تواجه معارضة من قبل ليتوانيا. ونتيجة ذلك تخلت العصبة عن خطة الاستفتاء وإرسال قوات دولية، وحاولت التفاوض لتسهيل التوصل إلى تسوية بين الطرفين. ضمت فيلنيوس والمناطق المحيطة إلى بولندا في مارس 1922 واعترف مؤتمر الحلفاء بالحدود بين ليتوانيا وبولندا بحيث تبقى فيلنيوس ضمن الأراضي البولندية في 14 مارس 1923.رفضت ليتوانيا الاعتراف بالقرار وبقيت في حالة حرب مع بولندا رسمياً حنى سنة 1927. وعادت العلاقات الدبلوماسية بين البلدين حتى إنذار بولندا لليتوانيا سنة 1938.

### كولومبيا والبيرو

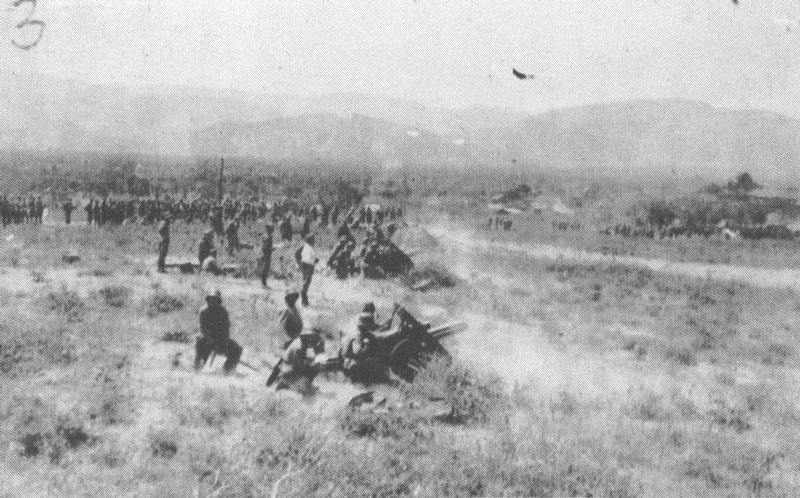
الجيش الكولومبي في مواجهة الهجوم البيروفي

اتقدت العديد من النزاعات الحدودية في أوائل القرن العشرين بين البيرو وكولومبيا. وفي محاولة حل هذه النزاعات وقعت حكومة البلدين على معاهدة سالومون لوزانو في سنة 1922. وكجزء من المعاهدة تم تنازل البيرو عن البلدة الحدودية ليتيسيا لتخضع للسلطة الكولومبية وبالتالي إعطاء كولومبيا إمكانية الوصول إلى نهر الأمازون. نظم رجال أعمال مسيطرين على صناعة المطاط والسكر في البيرو والذين فقدوا الأرض التي أعطيت لكولومبيا قوة عسكرية استولت على ليتيسيا. لم تعترف الحكومة البيروفية في البداية بحصول عملية عسكرية، لكن رئيس البيرو لويس ميغيل سانشيز سيرو قرر مقاومة المحاولة الكولومبية لإعادة احتلال ليتيسيا، ليحتل الجيش البيروفي ليتسيا ويعود النزاع المسلح بين البلدين. وبعد أشهر من الجدل الدبلوماسي، وافقت الحكومات على وساطة عصبة الأمم، وعرض ممثليهم قضاياهم أمام مجلس العصبة. ليوقع اتفاق سلام مؤقت في مايو 1933، وقد تولت العصبة إدارة المنطقة المتنازع عليها لتبدأ مفاوضات ثنائية بين البلدين. تم التوقيع على اتفاق سلام نهائي في مايو سنة 1934، بحيث تعود ليتيسيا لكولومبيا، مع اعتذار رسمي من بيرو للعدوان المسلح الحاصل في عام 1932، إضافة إلى حرية الملاحة في نهر الأمازون ونهر بوتومايو وتعهد بعدم العدوان.

### سار
كانت سار مقاطعة أنشئت بعد الحرب العالمية الأولى على أراضي من بروسيا ورهنش بلاتينات وخضعت مباشرة تحت إدارة عصبة الأمم وفق معاهدة فرساي، وبموجب إدارة العصبة فإنه سيجري استفتاء بعد خمسة عشر عامًا لتحديد فيما إذا كانت ستضم إلى ألمانيا أو فرنسا. حصل الاستفتاء في سنة 1935 وكانت نتيجته أن 90.3% من الناخبين يريدون الانضمام لألمانيا. وفي 17 يناير 1935، تمت الموافقة على إعادة الأراضي ودمجها مع ألمانيا من قبل مجلس العصبة.

## السلام والأمن
إضافة إلى النزاعات الإقليمية، حاولت عصبة الأمم التدخل في الصراعات الأخرى حتى الصراعات الداخلية في بلدان عدة. وكان من بين نجاحاتها محاولاتها مكافحة التجارة الدولية للأفيون والاستعباد الجنسي، ودورها في إيجاد حلول لمشكلة اللاجئين، ولا سيما في تركيا في الفترة الممتدة حتى عام 1926. كان أحد ابتكاراتها في هذا المجال ابتكار جواز سفر نانسين عام 1922، الذي كان أول بطاقة هوية معترف بها دوليًا للاجئين عديمي الجنسية. وقد أنجزت معظم نجاحات عصبة الأمم عبر وكالاتها ومفوضياتها.

### اليونان وبلغاريا
بدأ قتال بين اليونان وبلغاريا بعد حادث بين حراس حدود البلدين في أكتوبر 1925، وبعد ثلاثة أيام من الحادث، غزت القوات اليونانية بلغاريا. أمرت الحكومة البلغارية قواتها بالمقاومة فقط، وإجلاء ما بين عشرة الآف إلى خمسة عشر ألف شخص من المنطقة الحدودية، واللجوء إلى عصبة الأمم لتسوية النزاع. أدانت عصبة الأمم بالفعل الغزو اليوناني، ودعت إلى انسحاب اليونان وتعويض بلغاريا. امتثلت اليونان، إلا أنها اعترضت على عدم المساواة بين هذا الحل وحل عصبة الأمم لمشكلة اليونان مع إيطاليا بعد حادثة كورفو.

### ليبيريا
وسط اتهامات لفايرستون بتشغيل العمال قسرًا في مزارعها الأمريكية الضخمة للمطاط والاتهامات بالاتجار في العبيد، طلبت حكومة ليبيريا من عصبة الأمم فتح تحقيق. وعينت عصبة الأمم لجنة مشتركة للتحقيق في الولايات المتحدة الأمريكية وليبيريا. وفي عام 1930، أكد التقرير الصادر عن عصبة الأمم وجود استعباد وتشغيل قسري للعمال. وأثبت التقرير تورط العديد من المسؤولين الحكوميين في بيع العمال، وأوصى باستبدالهم بمسؤولين أوروبيين أو أمريكيين. وحظرت الحكومة الليبيرية السخرة والعبودية وطلب المساعدة الأمريكية، وهي الخطوة التي ولّدت حالة من الغضب داخل ليبريا، وأدت إلى استقالة الرئيس تشارلز كينغ ونائبه. هددت الجامعة بإنشاء وصاية على ليبريا ما لم يتم إجراء الإصلاحات، فكان ذلك محور تركيز الرئيس الليبيري التالي إدوين باركلي.

### حادثة موكدين

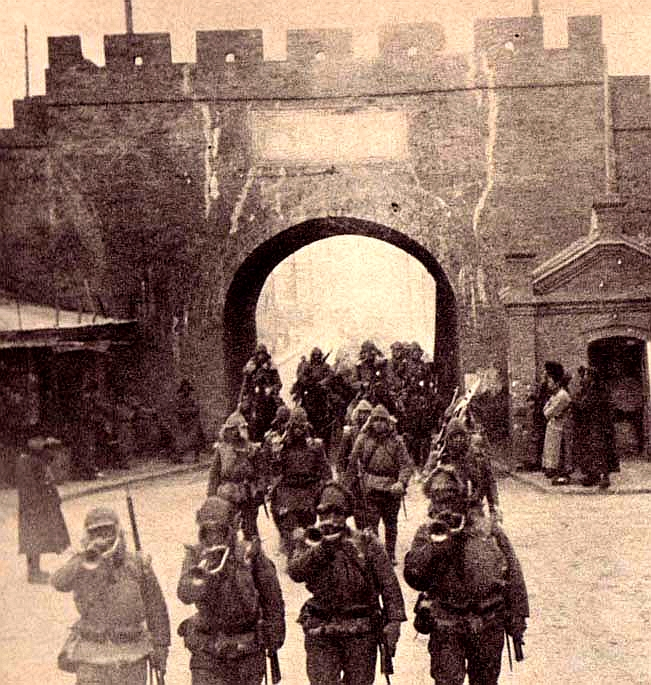
جنود يابانيون يدخلون تشيتشيخار في 19 نوفمبر 1931.

كانت حادثة موكدين، المعروفة أيضًا باسم «حادثة منشوريا» أو «أزمة الشرق الأقصى»، أحد نكسات عصبة الأمم، كما كانت العامل المؤدي لانسحاب اليابان من المنظمة. بموجب اتفاق سابق، كان من حق حكومة اليابانية أن تتمركز قواتها في محيط منطقة سكك حديد جنوب منشوريا، الذي كان الطريق التجاري الرئيسي بين الصين واليابان في منطقة منشوريا الصينية. وفي سبتمبر 1931، تعرض جزء من خط السكك الحديدية لأضرار طفيفة من قبل ضباط وجنود جيش كوانتونغ الياباني، وهو ما اتخذته اليابان كذريعة لغزو منشوريا، حيث إدعى الجيش الياباني أن الجنود الصينيين خربوا السكك الحديدية كعمل انتقامي. (عاصين بذلك أوامر الحكومة المدنية) فاحتل اليابانيون منطقة منشوريا بأكملها. أعاد اليابانيون تسمية المنطقة باسم مانشوكو، وفي 9 مارس 1932، تشكلت حكومة عميلة برئاسة بوئي الإمبراطور السابق للصين. على الصعيد الدولي، اعترف حكومات إيطاليا وألمانيا بالدولة الجديدة، بينما اعتبرت بقية دول العالم منشوريا من الناحية القانونية جزءً من الصين. وفي عام 1932، قصفت القوات الجوية والبحرية اليابانية مدينة شانغهاي الصينية، مما أدى إلى حادثة 28 يناير.
وافقت عصبة الأمم على طلب مساعدة من قبل الحكومة الصينية، ولكن تأخّر الرحلة البحرية لمسؤولي عصبة الأمم الذين كلفوا بالتحقيق في هذه المسألة. وعندما وصلوا، واجه المسؤولون تأكيدات صينية بأن الغزو الياباني تم بصورة غير مشروعة، في حين أن اليابانيين ادعوا بأنهم تحركوا بدافع الحفاظ على السلام في المنطقة. ورغم مكانة اليابان العالية في عصبة الأمم، فقد أعلن تقرير ليتون أن اليابان هي المعتدي، وطالب بعودة منشوريا للصين. وقبل أن يجري التصويت على التقرير في الجمعية العامة، أعلنت اليابان عزمها على مواصلة مواجهة الصين. وفي عام 1933، أُقر التقرير بموافقة 42 عضو ومعارضة اليابان فقط، وبدلاً من سحب قواتها من الصين، سحبت اليابان عضويتها من عصبة الأمم.
وفقًا لميثاق عصبة الأمم، كان ينبغي على العصبة أن تفرض عقوبات اقتصادية على اليابان، أو إعداد جيش وإعلان الحرب، إلا أن أيا من هذه الإجراءات لم تتم. ولكن لم تكن التهديدات بفرض عقوبات اقتصادية مجدية لأن الولايات المتحدة لم تكن عضو في عصبة الأمم. لذا لم تكن عقوبات عصبة الأمم الاقتصادية المفروضة على الدول الأعضاء فعالة، فإذا منعت بلد من التجارة مع الدول الأعضاء، فتتحول ببساطة للتجارة مع الولايات المتحدة. كان بإمكان عصبة الأمم جمع جيش، إلا أن القوى الكبرى مثل بريطانيا وفرنسا كانت لها اهتماماتها الخاصة، مثل الحفاظ على سيطرتهما على مستعمراتهم، وخاصة بعد اضطراب الحرب العالمية الأولى. وظلت منشوريا تحت سيطرة اليابان، حتى استولى الجيش الأحمر السوفييتي على المنطقة، وأعادتها إلى الصين في نهاية الحرب العالمية الثانية.

### حرب تشاكو
فشلت عصبة الأمم عام 1932، في منع حرب بين بوليفيا وباراغواي على منطقة غران تشاكو القاحلة. ورغم قلة عدد سكان المنطقة، إلا أن مرور نهر باراغواي في المنطقة يعطي أحد الدولتين الحبيستين منفذًا إلى المحيط الأطلسي، كما كان هناك أيضًا تكهن ثبت أنه غير صحيح في وقت لاحق، أن تشاكو غنية بالبترول. كانت هناك مناوشات حدودية في أواخر العشرينيات، تطورت إلى حرب شاملة عام 1932، بعدما هاجم الجيش البوليفي باراغواي في ميناء لوبيز أنطونيو كارلوس على بحيرة بيتيانتوتا. لجأت باراغواي إلى عصبة الأمم، إلا أن عصبة الأمم لم تتخذ إجراءات، لذا عرض مؤتمر بان أمريكان الوساطة بين الطرفين. كانت الحرب كارثة لكلا الجانبين، مما تسبب في خسائر 57,000 جندي لبوليفيا التي كان يبلغ عدد سكانها نحو ثلاثة ملايين نسمة، و 36,000 قتيلاً لباراغواي التي كان عدد سكانها حوالي مليون نسمة. كما تسببت الحرب في دفع كلا البلدين إلى حافة كارثة اقتصادية. وبمرور الوقت، تم التفاوض على وقف إطلاق النار في 12 يونيو 1935، بعد أن كانت باراغواي قد سيطرت على معظم أنحاء المنطقة، وهو ما اعترف به في هدنة عام 1938 التي منحت باراغواي ثلاثة أرباع منطقة تشاكو.

### الغزو الإيطالي للحبشة

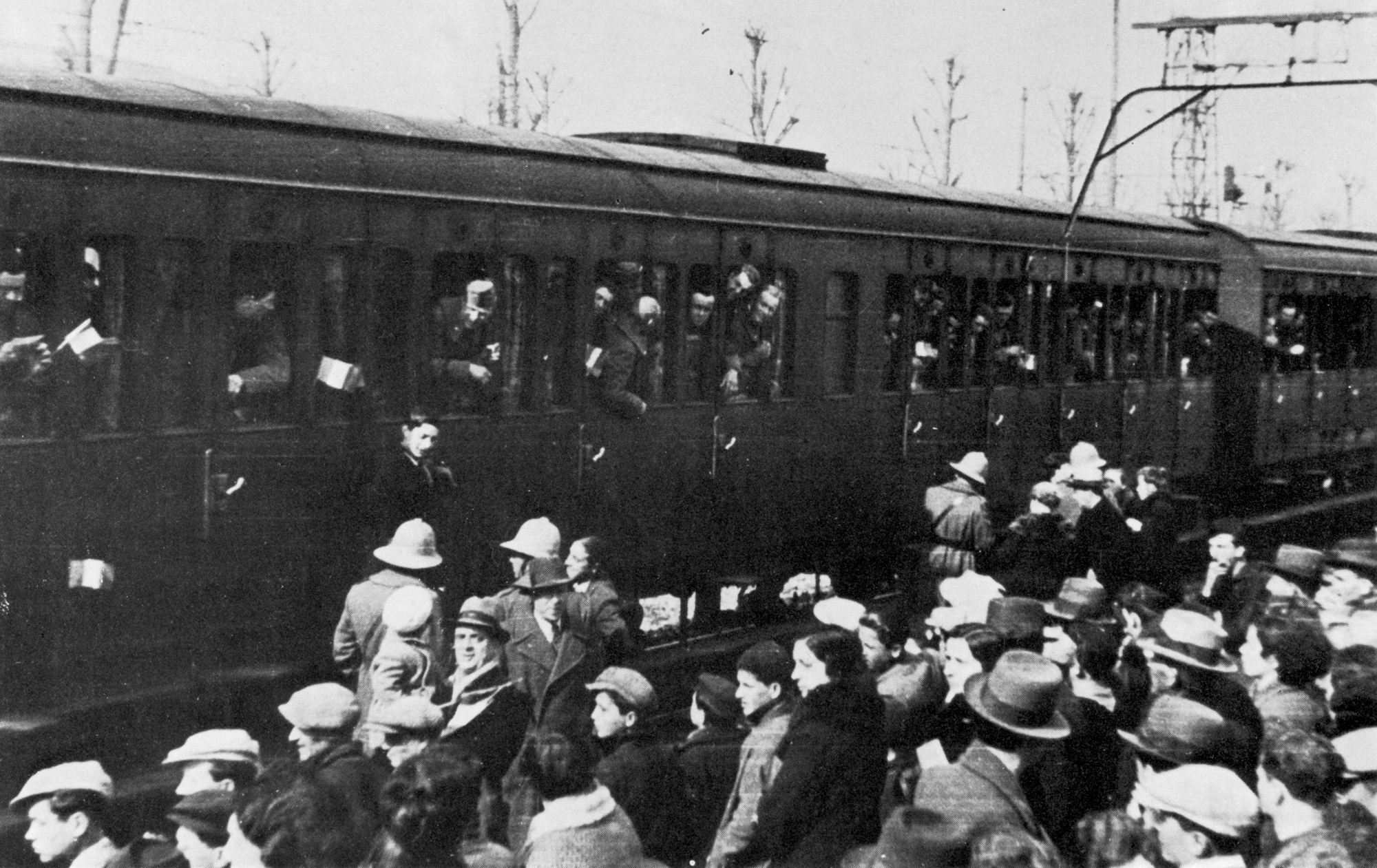
جنود إيطاليون شاركوا في الحرب الإيطالية الإثيوبية الثانية.

في أكتوبر 1935، أرسل الديكتاتور الإيطالي بنيتو موسوليني 400,000 جندي لغزو الحبشة، بقيادة المارشال بيترو بادوليو الذي قاد الحملة في نوفمبر 1935، وأمر بالقصف واستخدام الأسلحة الكيميائية مثل غاز الخردل، وتسميم موارد المياه، ضد أهداف شملت قرى عزلاء ومرافق طبية. هزم الجيش الإيطالي الحديث الجيش الحبشي سئ التسليح، واستولى على أديس أبابا في مايو 1936، مما اضطر الإمبراطور هيلا سيلاسي إلى الفرار.
أدانت عصبة الأمم العدوان الإيطالي، وفرضت عقوبات اقتصادية في نوفمبر 1935، لكن هذه العقوبات لم تكن فعالة بدرجة كبيرة نظرًا لأنها لم تحظر بيع النفط أو إغلاق قناة السويس (التي كانت تسيطر عليها بريطانيا)، بسبب زعم ستانلي بلدوين رئيس وزراء بريطانيا، أنه لا أحد يملك قوات عسكرية تستطيع الصمود في مواجهة هجوم إيطالي. وفي أكتوبر 1935، احتج الرئيس الأمريكي فرانكلين روزفلت على قوانين الحياد التي صدرت مؤخرًا، والتي وضعت حظرًا على الأسلحة والذخيرة لكلا الجانبين، لكنها ساعدت في «حصار الإيطاليين المعنوي»، بما في ذلك المواد التجارية الأخرى. وفي 5 أكتوبر وبعد ذلك في 29 فبراير 1936، سعت الولايات المتحدة للحد من صادراتها من النفط والمواد الأخرى إلى المستويات العادية في زمن السلم. رفعت عصبة الأمم العقوبات في 4 يوليو 1936، لكن حينئذ كانت إيطاليا قد سيطرت بالفعل على المناطق الحضرية في الحبشة.
في ديسمبر 1935، كانت اتفاقية هور-لافال محاولة من وزير الخارجية البريطاني صمويل هور ورئيس الوزراء الفرنسي بيير لافال لإنهاء الصراع في الحبشة، بوضع خطة لتقسيم البلاد إلى قسمين قطاع إيطالية وآخر حبشي. وبينما كان موسوليني يستعد للموافقة على الاتفاقية، تسربت أنباء الصفقة، واحتج كلا من الرأي العام البريطاني والفرنسي على الاتفاقية، واصفين إياها بأنها بيع للحبشة، واضطر هور ولافال للاستقالة من مناصبهما، وأنكرت الحكومتين البريطانية والفرنسية ضلوعهما في الاتفاق الذي تم بين الرجلين. وفي يونيو 1936، ورغم عدم وجود سابقة لإلقاء رئيس دولة لخطاب أمام الجمعية العامة لعصبة الأمم، ناشد إمبراطور إثيوبيا هيلا سيلاسي الجمعية العامة للمساعدة في حماية بلده.
وكما كان الحال مع اليابان، كان تجاوب القوى الكبرى مع أزمة الحبشة ذلك البلد الفقير والبعيد، الذي يسكنه أناس غير أوروبيين، وليس لهم فيه مصلحة مخيّبًا. بالإضافة إلى ذلك، أظهرت الأزمة كيف أن قرارات عصبة الأمم تتأثر بمدى اهتمام أعضائها؛ كما أن أحد أسباب عدم توقيع عقوبات قاسية على إيطاليا، هو خوف بريطانيا وفرنسا من احتمالية تحالف موسوليني والديكتاتور الألماني أدولف هتلر.

### الحرب الأهلية الإسبانية
في 17 يوليو 1936، قام الجيش الإسباني بانقلاب، مما أدى إلى صراع طويل مسلح بين الجمهوريين (الحكومة اليسارية في إسبانيا) والقوميين (المحافظين، والمتمردين مناهضي الشيوعية ومنهم معظم ضباط الجيش الإسباني). لذا ناشد خوليو ألفاريز ديل فايو وزير الخارجية الإسباني عصبة الأمم في سبتمبر 1936، الإمداد بالسلاح للدفاع عن وحدة أراضي إسبانيا واستقلالها السياسي. ومع ذلك، لم تمتنع الدول الأعضاء في عصبة الأمم، عن التدخل في الحرب الأهلية الإسبانية، ولا منعت التدخل الأجنبي في النزاع. وواصل هتلر وموسوليني مساعدة الجنرال فرانكو قائد القوميين، بينما ساعد الاتحاد السوفييتي الجمهوريين. وفي فبراير 1937، أصدر عصبة الأمم قراراً بحظر تدخل المتطوعين الأجانب.

### الحرب اليابانية الصينية الثانية
بعد سلسلة طويلة من التحريض على الصراعات المحلية خلال الثلاثينيات، بدأت اليابان الغزو الشامل للصين في 7 يوليو 1937. وفي 12 سبتمبر، ناشد ولنغتون كو المندوب الصيني لدى العصبة، عصبة الأمم للتدخل الدولي. تعاطفت الدول الغربية مع الشعب الصيني في كفاحه ضد اليابان، وبخاصة بعد إصراره في الدفاع عن شانغهاي، المدينة ذات العدد الكبير من الأجانب. ومع ذلك، لم تكن عصبة الأمم قادرة على تقديم أي شيء للصين أكثر من «الدعم المعنوي». في 4 أكتوبر، أحالت عصبة الأمم القضية إلى مؤتمر القوى التسعة.

## نزع السلاح والإخفاقات التي أدت للحرب العالمية الثانية
كلفت المادة الثامنة من ميثاق عصبة الأمم العصبة مهمة «الحد من التسلح إلى أدنى نقطة تتوافق مع سلامة البلدان، وتنفيذ ذلك من خلال العمل المشترك وفقًا للالتزامات الدولية». استهلك قدر كبير من وقت المنظمة وطاقتها في مسألة نزع السلاح، على الرغم من أن حكومات العديد من الدول الأعضاء، كانت على يقين من أنه لا يمكن تحقيق نزع السلاح واسع النطاق أو أن أمرًا كذلك مرغوب فيه حتى. حاولت قوات الحلفاء أيضًا في إطار معاهدة فرساي في محاولة لنزع السلاح، وفرضت قيود على التسلح في الدول المهزومة كخطوة أولى لنزع السلاح العالمي على نطاق واسع. شكلت العصبة لجنة لوضع خطة لنزع السلاح لكل دولة عام 1926، وللتحضير لمؤتمر نزع السلاح العالمي الذي عقد بين عامي 1932-1934. اختلفت وجهات نظر الدول الأعضاء حول مسألة نزع السلاح. كانت فرنسا مترددة في خفض أسلحتها دون الحصول على ضمانات بأن ستتلقى مساعدات عسكرية في حالة تعرضها لهجوم، كما شعرت بولندا وتشيكوسلوفاكيا بأنهما عرضة للهجوم من قبل الغرب، وأرادتا تغليظ عقوبات العصبة على أعضائها المعتدية، قبل نزع أسلحتهما، وبدون هذا الضمان لن تحدا من تسلحهما لشعورهما بخطر شديد من تعرضهما لهجوم ألماني. زادت مخاوفهما من الهجمات الألمانية المحتملة، مع استعادة قوتها بعد الحرب العالمية الأولى خصوصا بعد وصول هتلر للسلطة عام 1933. ومع محاولات ألمانيا لإلغاء معاهدة فرساي وإعادة بناء الجيش الألماني، ازدادت رغبة فرنسا رفض فكرة نزع سلاحها.
عقدت عصبة الأمم مؤتمر نزع السلاح العالمي في جنيف عام 1932، في وجود ممثلي 60 دولة، واقترحت هدنة لمدة عام للتوسع في مجال التسلح، امتدت بعد ذلك لبضعة أشهر أخرى، في بداية المؤتمر. حصلت لجنة نزع السلاح على الموافقة المبدئية من فرنسا وإيطاليا واليابان وبريطانيا للحد من حجم أساطيلها. وقد فشلت معاهدة بريان كيلوج، واللجنة التي تشكلت في عام 1928، في تحقيق هدفها المتمثل في تجريم الحرب. في النهاية، فشلت اللجنة وقف الحشود العسكرية من جانب ألمانيا وإيطاليا واليابان خلال الثلاثينيات. لم تبد عصبة الأمم حراكًا تجاه الأحداث الكبرى التي أدت إلى الحرب العالمية الثانية مثل إعادة تسليح هتلر للراينلاند واحتلال سوديتنلاند وعملية آنشلوس التي ضمت بها ألمانيا النمسا، وهو ما كان محظورًا بموجب معاهدة فرساي. وفي الواقع، فقد أعاد أعضاء العصبة تسليح أنفسهم. وفي عام 1933، انسحبت اليابان من عصبة الأمم بدلاً من أن تمتثل لقراراتها،
وكذلك فعلت ألمانيا عام 1933 (متحججة بفشل مؤتمر نزع السلاح العالمي بتحقيق التكافؤ في التسلح بين فرنسا وألمانيا)، وتبعتهما إيطاليا عام 1937. كما لم يستطع مبعوث عصبة الأمم التعامل مع المطالبات الألمانية بأحقيتها في دانزيغ، وهو ما كان من عوامل اندلاع الحرب العالمية الثانية عام 1939. وكان آخر أعمال عصبة الأمم الهامة، طرد الاتحاد السوفييتي في ديسمبر 1939 بعد أن غزت فنلندا.

## نقاط الضعف

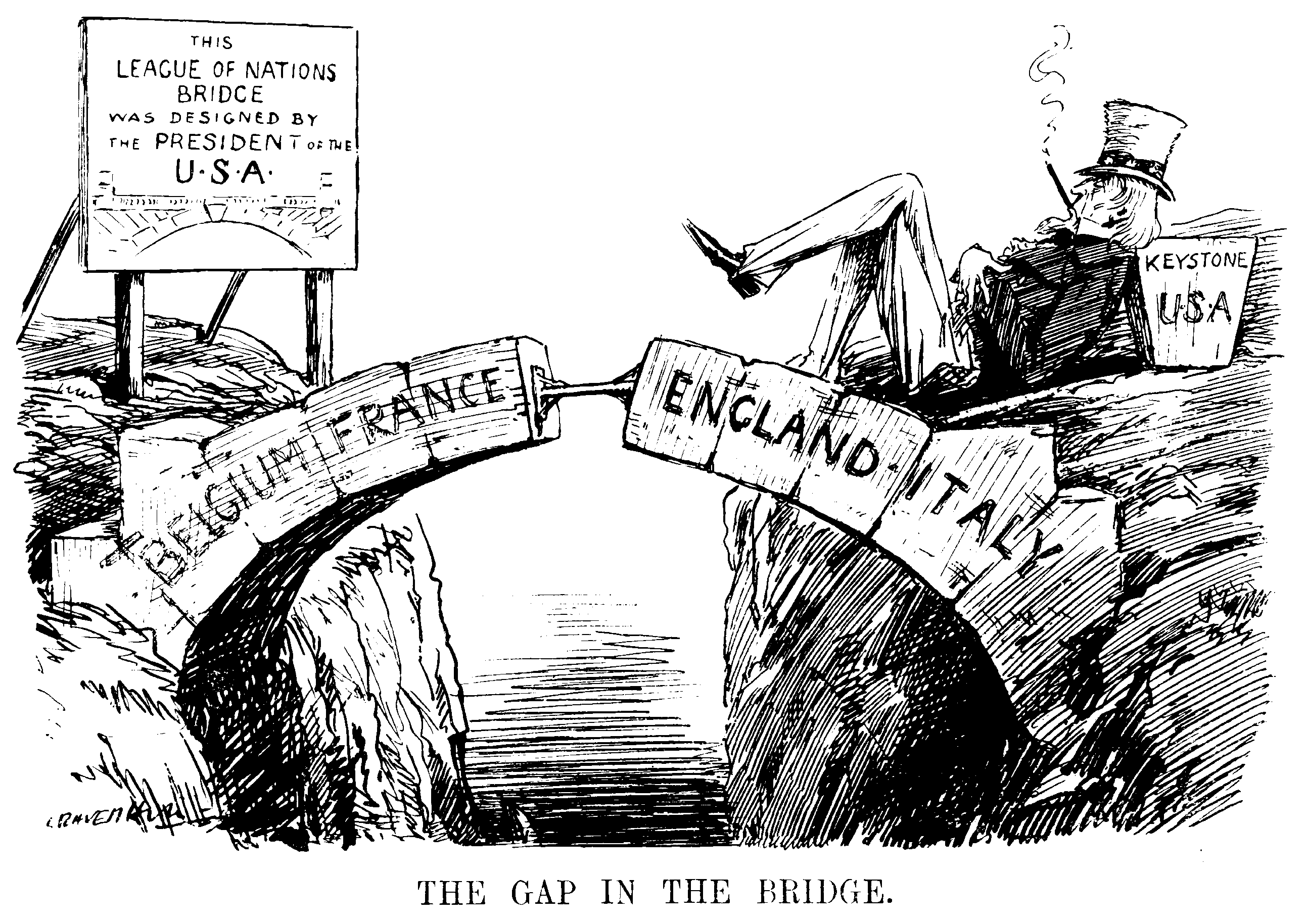
الفجوة في الجسر
تشير اللافتة إلى أن جسر عصبة الأمم مصمم من قبل رئيس الولايات المتحدة"
----
رسم كاريكتوري من مجلة صادرة في 10 ديسمبر 1920 تسخر من عدم انضمام الولايات المتحدة إلى العصبة

أوضحت بداية الحرب العالمية الثانية فشل عصبة الأمم في تحقيق هدفها الأساسي، والذي كان تجنب أي حرب مستقبلية. وقد كان هناك أسباب عديدة لهذا الإخفاق، وركز العديد على نقاط الضعف ضمن المنظمة. إضافة إلى أن رفض الولايات المتحدة الأمريكية الانضمام إلى العصبة قد حد من قدرتها.

### التأسيس والهيكلة
أسست عصبة الأمم كمنظمة على أيدي قوات الحلفاء كجزء من التسوية السلمية لإنهاء الحرب العالمية الأولى، وقد أدى هذا إلى تحويلها إلى عصبة المنتصرين. كما ربطت العصبة بمعاهدة فرساي، وقد انعكس ذلك على عصبة الأمم بعد أن فقدت هذه المعاهدة مصداقيتها وأصبحت غير شعبية.
كان من المفترض أن تكون العصبة حيادية لتعبر عن نفسها كما هو مفروض. وكانت عملية سن قرار تطلب تصويت بالإجماع لتسعة (لاحقًا خمسة عشر) عضو، مما أدى إلى صعوبة في العمل الفعال وإن لم يكن مستحيل. كما أن سرعة اتخاذ القرار كانت بطيئة، وقد تطلبت قرارات معينة التصويت بالإجماع للجميع الدول الأعضاء في المنظمة. وقد نبعت هذه المشكلة أساسًا من عدم قبول الدول الرئيسية في العصبة من أن مصيرهم قد يتقرر من بلدان أخرى، لذلك منحوا أنفسهم حق النقض.

### التمثيل العالمي
عادةً ما شكل التمثيل في العصبة مشكلة. وإن كان يقصد في العصبة أن تشمل جميع الأمم، إلا أن العديد من الدول لم تنضم، أو كان قضوا وقت قصير في العصبة. وكانت الولايات المتحدة من أكثر الدول الغائبة بروزاً وتأثيراً، ليس فقط من حيث دورها في حفظ السلام العالمي ولكن الدور في تمويل العصبة. وعلى الرغم من أن الرئيس الأمريكي وودرو ويلسون كان له دور رئيسي وشكل قوة دافعة لتشكيل العصبة، لكن صوت مجلس الشيوخ الأمريكي على عدم الانضمام إلى العصبة في 19 نوفمبر من سنة 1919. اقترحت السياسية روث هينغ بأنه لو كانت الولايات المتحدة عضواً في العصبة كانت قد أمنت مساندة لكل من بريطانيا وفرنسا، وجعلت فرنسا تشعر بطمأنينة أكثر وشجعت كل من فرنسا وبريطانيا على التعاون فيما يتعلق بألمانيا وبالتالي أصبح صعود الحزب النازي أقل احتمالية. وعلى العكس من ذلك تقر هينغ بأنه في حالة انضمام أمريكا في العصبة كانت ستمانع الدخول في حروب مرتبطة بأوروبا وكانت ستسن عقوبات اقتصادية كانت ستعوق قدرة العصبة على التعامل مع الأحداث الدولية.
ومن الممكن أن البنية الحكومة في الولايات المتحدة قد أثرت على انضمامها إلى العصبة حيث لا يمكن لممثليها في العصبة اتخاذ القرارات نيابةً عن السلطة التنفيذية والتي بدورها يجب أن تأخذ مصادقة الكونغرس الأمريكي.
لم يسمح لألمانيا بالانضمام إلى العصبة مع بدايتها في يناير من سنة 1920، على اعتبارها كانت الطرف المعتدي والمتسببة في الحرب العالمية الأولى. كما استبعدت روسيا السوفيتية من العصبة في البداية، فلم تكن الشيوعية تروق للمنتصرين في الحرب العالمية الأولى. ازداد ضعف العصبة بعد سنة 1930 بعد أن تركت قوى هامة العصبة. فاليابان بدأت كعضو دائم في المجلس، لكنها انسحبت من العصبة في عام 1933 بعد أن عبرت عصبة الأمم عن رفضها للغزو الياباني لأراضي منشوريا الصينية. كما أن إيطاليا التي بدأت عضوًا دائمًا في العصبة انسحبت منها في سنة 1937. أما ألمانيا فإنها انضمت للعصبة في سنة 1926 على اعتبارها بلدًا محبًا للسلام، لكنها انسحبت منها بعد وصول أدولف هتلر إلى الحكم في سنة 1933.

### الأمن المشترك
شكل التناقض بين فكرة الأمن المشترك الذي شكل أساس العصبة والعلاقات الدولية بين الدول على المستوى الفردي من أهم نقاط ضعف العصبة. فنظام الأمن المشترك المستعمل في العصبة قد يعني أنه قد يطلب من دول العمل ضد دول تعتبرها صديقة وبطريقة قد تهدد مصالحها الوطنية وفي نفس الوقت فإنها ستدعم دول قد لا يوجد بينها أي مصالح أو تقارب معها. وقد تجلى هذا التناقض من خلال أزمة الحبشة، من خلال محاولة كل من فرنسا وبريطانيا في تحقيق التوازن بين الأمن الذي حاولت خلقه في أوروبا من أجل مواجهة أعداء النظام الداخليين. حيث لعبوا دوراً محورياً في دعم إيطاليا، مع التزامهم بأثيوبيا بصفتها دولة عضوة في العصبة.
عقب انهيار الجود الرامية لكبح جماح الحرب الإيطالية الهادفة لغزو الحبشة. قال رئيس الوزراء البريطاني ستانلي بالدوين في 23 يونيو من سنة 1936 في مجلس العموم عن الأمن المشترك:
تخلت بريطانيا وفرنسا في نهاية المطاف عن مفهوم الأمن المشترك لصالح التسوية في مواجهة وتنامي النزعة العسكرية الألمانية في عهد هتلر.

### السلمية ونزع السلاح
افتقرت عصبة الأمم إلى وجود قوة مسلحة خاصة بها، وكانت تعتمد على القوى العظمى في تطبيق قرارتها، وغالبًا ما كانت هذه القوى مترددة جدًا في القيام بذلك. كانت أهم قوتين عظمتين في العصبة هما فرنسا وبريطانيا، وكانا يحجمان عن استخدام العقوبات وأكثر ترددًا في اللجوء إلى عمل عسكري باسم العصبة. كانت النزعة السلمية قوية جدًا بعد الحرب العالمية الأولى ومسيطرة على السكان والحكومات في كلا البلدين. كما فضل حزب المحافظين البريطاني عندما كان في السلطة التفاوض الثنائي من أجل المعاهدات دون إشراك العصبة في ذلك.
علاوةً على ذلك حضت عصبة الأمم بريطانيا وفرنسا والدول الأعضاء على نزع السلاح وفي نفس الوقت دعت إلى الأمن المشترك. مما عنى حرمان العصبة دون قصد من وسائل القوة التي ستدعم سلطتها. فإذا أرادت العصبة إجبار الدول على الالتزام بالقانون الدولي فعندها ينبغي الاعتماد على البحرية الملكية البريطانية والجيش الفرنسي لتنفيذ قرارتها.

عندما ناقش مجلس الوزراء البريطاني مبادئ عصبة الأمم خلال الحرب العالمية الأولى، عمم موريس هانكي سكرتير مجلس الوزراء مذكرة بذلك. وبدأ بالقول: 
كما هاجم الإيمان البريطاني قبل الحرب باحترام المعاهدات والاتفاقيات، وخلص إلى الزعم:
كما كتب وزير الخارجية البريطاني إيرا كرو في مذكرة إلى مجلس العموم بأن «عهد العصبة المهيب» لن يكون إلا «مجرد معاهدة مثل أي معاهدة أخرى» و«مالذي سيضمن بأن معاهدة العصبة لن تتحطم مثل أي معاهدة أخرى» وعبر كرو عن شكه في نجاح خطة «التعهد بالعمل المشترك» ضد المعتدين، وأنه مستمر في الإيمان بأن القرارات التي تتخذها الدول الأعضاء ستبقى مرتبطة بالمصلحة الوطنية وتوازن القوى. كما انتقد أسلوب فرض العقوبات الاقتصادية من قبل العصبة لأن «كل ذلك هو مسألة تفوق عسكري حقيقي». كما أن عملية نزع السلاح الشامل هي عملية غير واقعية.

## حل عصبة الأمم

مبنى مجمع عصبة الأمم في جنيف.

مع تدهور الأوضاع في أوروبا، أعطت عصبة الأمم المزيد من الصلاحيات للأمين العام في 30 سبتمبر 1938 وفي 14 ديسمبر 1939، لضمان استمرارية عصبة الأمم في التواجد من الناحية القانونية وأداء مهامها. وظلّ المقر الرئيسي لعصبة الأمم، المعروف بقصر السلام شاغرًا لست سنوات حتى انتهاء الحرب العالمية الثانية.
وفي عام 1943 في مؤتمر طهران، وافقت قوات الحلفاء على إنشاء هيئة جديدة لتحل محل عصبة الأمم وهي الأمم المتحدة. وواصلت العديد من هيئات عصبة الأمم مثل منظمة العمل الدولية القيام بمهامها، وأصبحت في النهاية تابعة للأمم المتحدة. وكان الهدف من تأسيس الأمم المتحدة جعلها أكثر فعالية من عصبة الأمم.
انعقدت الجلسة الختامية لعصبة الأمم في 12 أبريل 1946 في جنيف، وحضره مندوبو 34 دولة. كان الهدف من الانعقاد تصفية أصول عصبة الأمم، التي بلغت قيمتها حوالي 22,000,000 $ عام 1946، بما في ذلك قصر السلام ومحفوظات عصبة الأمم، اللذان منحا للأمم المتحدة، وأعيد الأموال الاحتياطية إلى الدول المانحة لها، وتمت تسوية ديون عصبة الأمم. وقد لخّص روبرت سيسيل شعور المجتمعين خلال خطاب وجهه إليهم، عندما قال : «دعونا نقول بجرأة أن الاعتداءات أينما حدثت، وكيفما تم الدفاع عنها، هي جريمة دولية، وأنه من واجب كل دولة محبة للسلام أن تستاء، وتوظف كل ما هو ضروري من قوة لسحق ذلك، وهذه الآلية من الميثاق، تكفي لهذا الغرض إذا ما استخدمت بشكل صحيح، وأن كل مواطن صالح من كل دولة، يجب أن يكون جاهزًا للخضوع لأية تضحية من أجل الحفاظ على السلام... سأتجرأ على تنبيه السامعين بأن عمل السلام العظيم، لا يريح فقط الدول القريبة في منطقتنا التي لنا مصالح معها، وإنما يرسي مبادئ الصواب والخطأ العظيمة، التي يعتمد عليها الأفراد. لقد انتهت عصبة الأمم، ولتحيا الأمم المتحدة.»
حددت الجلسة اليوم الأخير لعصبة الأمم، والذي تقرر أن يكون 19 أبريل 1946، عندما أعلن رئيس الجمعية العامة النرويجي كارل هامبرو أن الدورة الحادية والعشرين والأخيرة للجمعية العامة لعصبة الأمم انتهت. ونتيجة لذلك، لم يعد لعصبة الأمم وجود اعتبارًا من 20 أبريل 1946.
يرى المؤرخ ديفيد كينيدي، أن عصبة الأمم هي حالة فريدة من نوعها «مؤسسيًا» في الشؤون الدولية، رغم لتعارضها مع قوانين وسياسات فترة ما قبل الحرب العالمية الأولى. فقد أصبح الحلفاء في الحرب العالمية الثانية (المملكة المتحدة والاتحاد السوفيتي وفرنسا والولايات المتحدة وجمهورية الصين) أعضاءً دائمين في مجلس الأمن؛ وأصبح لهذه «القوى العظمى» الجديدة نفوذ دولي كبير، كما كان في مجلس عصبة الأمم. وقرارات مجلس الأمن الدولي ملزمة لجميع أعضاء الأمم المتحدة، إلا أنه لم يتم اتخاذ قرارات بالإجماع، على العكس من مجلس العصبة. كما حظي الأعضاء الدائمون في مجلس الأمن الدولي بدرع لحماية مصالحهم الحيوية، والتي منعت الأمم المتحدة من التصرف بشكل حاسم في كثير من الحالات.
وبالمثل، ليس لدى الأمم المتحدة قواتها الدائمة المسلحة الخاصة، إلا أن الأمم المتحدة كانت أكثر نجاحًا من عصبة الأمم في دعوة أعضائها للمساهمة في التدخل المسلح، على سبيل المثال: في الحرب الكورية ومهمات حفظ السلام في يوغوسلافيا السابقة. وفي بعض الحالات، اضطرت الأمم المتحدة إلى الاعتماد على العقوبات الاقتصادية، كما كانت الأمم المتحدة أيضًا أكثر نجاحًا من عصبة الأمم في استقطاب الأعضاء من دول العالم، مما يجعلها أكثر تمثيلاً.

## وصلات خارجية
- ميثاق عصبة الأمم.
- أرشيف صور عصبة الأمم.
- التسلسل الزمني الخاص بعصبة الأمم.
- الأعلام المقترحة للعصبة.
- خلفيّة إنشاء عصبة الأمم.
- الجدول الزمني الخاص بعصبة الأمم.
- خطاب ويلسون الأخير الداعم لعصبة الأمم، صيغ بتاريخ 25 سبتمبر 1919.
- خطاب نجاشي الحبشة هيلا سيلاسي في سنة 1936، إلى المؤتمر العام لعصبة الأمم بعد الغزو الإيطالي للحبشة. نسخة محفوظة 22 أكتوبر 2015 على موقع واي باك مشين.
- لودج، هنري كابوت (12 أغسطس، 1919). معاهدة السلام مع ألمانيا. مجلس الشيوخ الأمريكي، واشنطن العاصمة. مؤرشف من الأصل في 2020-03-09. {{استشهاد بكتاب}}: تحقق من التاريخ في: |تاريخ= (مساعدة)
- تاريخ العصبة (1919–1946) من مكتب الأمم المتحدة في جنيف.
- أرشيف عصبة الأمم من مكتب الأمم المتحدة في جنيف.
- جدول الجمعيات، تاريخ انعقاد كل جمعية سنويًا، وصلات إلى قائمة الأعضاء المندوبين من قبل كل دولة على حدى.
- LONSEA – محرّك البحث الخاص بعصبة الأمم، عنقود الامتياز «آسيا وأوروبا في السياق العالمي»، جامعة هايدلبرغ.